# جنرال موتورز
جنرال موتورز General Motors Company اختصارا (GM) هي شركة أمريكية متعددة الجنسيات، يقع مقرها الرئيسي في ديترويت، وتقوم بتصميم وتصنيع وتسويق وتوزيع المركبات وقطع غيار المركبات وبيع الخدمات المالية، ويقع مقرها الرئيسي في مركز النهضة في ديترويت. أسسها ويليام دورانت في 16 سبتمبر 1908 كشركة قابضة، وأُسس الكيان الحالي في عام 2009 بعد إعادة هيكلته. الشركة هي أكبر شركة أمريكية مصنعة للسيارات وواحدة من أكبر مصنعي السيارات في العالم.
في ذروتها، حصلت جنرال موتورز على حصة سوقية تبلغ 50٪ في الولايات المتحدة وكانت أكبر شركة لصناعة السيارات في العالم من عام 1931 حتى عام 2007. اعتبارًا من عام 2020، احتلت جنرال موتورز المرتبة رقم 18 في تصنيفات فورتشين 500 لأكبر الشركات الأمريكية من حيث إجمالي الإيرادات.
جنرال موتورز تصنع السيارات في عدة دول. تشمل علاماتها التجارية الأربعة الأساسية للسيارات شيفروليه شيفروليه، وبويك، وجي إم سي، وكاديلاك. كما أنها تمتلك أو تمتلك حصة كبيرة في العلامات التجارية الأجنبية مثل هولدن وWuling وBaojun وJiefang. وصل حجم المبيعات السنوية في جميع أنحاء العالم إلى 10 ملايين سيارة في عام 2016.

## وحدات العمل
بالإضافة إلى علاماتها التجارية الاثنتي عشرة، تمتلك جنرال موتورز حصة 20٪ في IMM و77٪ في جنرال موتورز كوريا. كما أن لديها عددًا من المشاريع المشتركة، بما في ذلك Shanghai GM وSAIC-GM-Wuling وFAW-GM في الصين وGM Uzbekistan وGeneral Motors India وجنرال موتورز مصر وIsuzu Truck South Africa. توظف جنرال موتورز 212000 شخص وتقوم بأعمال تجارية في أكثر من 140 دولة. تنقسم جنرال موتورز إلى أربعة قطاعات أعمال: جنرال موتورز أمريكا الشمالية (GMNA)، جنرال موتورز العمليات الدولية (GMIO)، كروز Cruise، وجنرال موتورز المالية GM Financial.
تدير الشركة أيضًا قسمًا للتنقل يسمى Maven، والذي يدير خدمات مشاركة السيارات في الولايات المتحدة، ويدرس بدائل لملكية السيارة الفردية.
جنرال موتورز للدفاع GM Defense هي قسم الدفاع العسكري في جنرال موتورز، وتلبية احتياجات الجيش للتكنولوجيا المتقدمة وأنظمة الدفع للمركبات العسكرية.
قادت جنرال موتورز مبيعات السيارات السنوية العالمية لمدة 77 عامًا متتالية من عام 1931 حتى عام 2007، وهي أطول من أي شركة تصنيع سيارات أخرى قامت بذلك، ولا تزال من بين أكبر شركات صناعة السيارات في العالم من حيث مبيعات وحدات السيارات.
تعمل شركة جنرال موتورز في معظم البلدان خارج الولايات المتحدة من خلال شركات تابعة مملوكة بالكامل، ولكنها تعمل في الصين من خلال عشرة مشاريع مشتركة. توفرشركة تابعة لشركة GM's OnStar التابعة لشركة جنرال موتورز خدمات سلامة وأمن ومعلومات المركبات.
في عام 2009، تخلت جنرال موتورز عن العديد من العلامات التجارية، وأغلقت ساتورن Saturn، وبونتياك، وهمر، خرجت من إعادة تنظيم الفصل الحادي عشر Chapter 11 reorganization المدعوم من الحكومة. في عام 2010، قدمت جنرال موتورز المعاد تنظيمها طرحًا عامًا أوليًا كان أحد أكبر خمسة اكتتابات عامة في العالم حتى الآن، وعاد إلى الربحية في وقت لاحق من ذلك العام.

## تاريخيا
أصبحت شركة ديورانت-دورت للعربات التابعة لشركة ويليام دورانت، في فلينت بولاية ميشيغان، الشركة الرائدة في صناعة المركبات التي تجرها الخيول في الولايات المتحدة بحلول عام 1900. كان دورانت يكره السيارات، ولكن زميله رجل الأعمال في مدينة فلينت السيد جيمس إتش ويتينغ المالك لشركة أعمال المركبات فلنت قام ببيعه شركة محركات بويك في عام 1904. أسس ديورانت شركة جنرال موتورز في عام 1908 كشركة قابضة، مع شريكه تشارلز ستيوارت موت، مستعيرًا اصطلاح تسمية من جنرال إلكتريك. كان أول استحواذ لشركة جنرال موتورز هو شركة محركات بويك، التي يمتلكها ديورانت بالفعل، ثم شركة أولدزموبيل في 12 نوفمبر 1908. في عام 1909، أحضر ديورانت كاديلاك، إلمور Elmore، أوكلاند Oakland (سلف بونتياك)، وشركة ريلاينس موتور تراك في أووسو، ميتشيغان، وشركة المحركات السريعة لبونتياك، ميشيغان (أسلاف جي إم سي). حاول ديورانت، بموافقة مجلس الإدارة، الاستحواذ على شركة فورد للمحركات في عام 1909. استفاد ديورانت من الشركة الناشئة في عمليات الاستحواذ هذه، وتمت إزالته من قبل مجلس الإدارة في عام 1910 بناءً على طلب المصرفيين الذين دعموا القروض للحفاظ على جنرال موتورز في الأعمال.
عاد ديورانت إلى صناعة السيارات في العام التالي من خلال المشاركة في تأسيس شركة شيفروليه موتور مع سائق سيارات السباق السويسري لويس شيفروليه (الذي ترك الشركة تحمل اسمه في عام 1915). في عام 1916، أعيد تأسيس شركة جنرال موتورز في ديترويت باسم شركة «جنرال موتورز». بحلول عام 1917، أصبحت شركة شيفروليه موتور ناجحة بدرجة كافية حتى أن ديورانت، بدعم من صموئيل ماكلولين وبيير إس. دو بونت Pierre S. du Pont، استعاد حصة مسيطرة في جنرال موتورز. تم دمج شركة شيفروليه موتور في جنرال موتورز في 2 مايو 1918. بعد ذلك بعامين فقط، نظمت دو بونت إزالة ديورانت مرة أخرى واستبدله بألفريد سلون.
أنشأ سلون تغييرات التصميم السنوية، مما جعل نماذج السنوات السابقة «مؤرخة». كما قام بتنفيذ إستراتيجية التسعير التي تستخدمها جميع شركات السيارات اليوم. حددت إستراتيجية التسعير أسعار شيفروليه، بونتياك، أولدزموبيل، بويك، وكاديلاك من الأقل تكلفة إلى الأكثر، على التوالي.
نمت شهرة جنرال موتورز متجاوزة مبيعات فورد موتورز بنسبة تزيد قليلاً عن 50٪ من مبيعات السيارات في عام 1962. ومع بروز الشركة، يذكر أن من أفضل ما قال تشارلي ويلسون، رئيس جنرال موتورز، «إن ما هو جيد لجنرال موتورز هو جيد لأمريكا».
لقد قاموا باستعراض هيمنتهم الصناعية حيث قاموا بتصنيع منتجات أخرى غير السيارات والشاحنات مثل الطائرات (طيران أمريكا الشمالية)، ومعدات البناء (Terex)، والقطارات (Electro-Motive Diesel)، والجرارات الزراعية (Samson Tractor/Janesville Machine Co.)، شاحنة ومحركات القوارب (Diesel وشركة أليسون للمحركات)، والأجهزة (فريجيدير).

### إفلاس الفصل 11

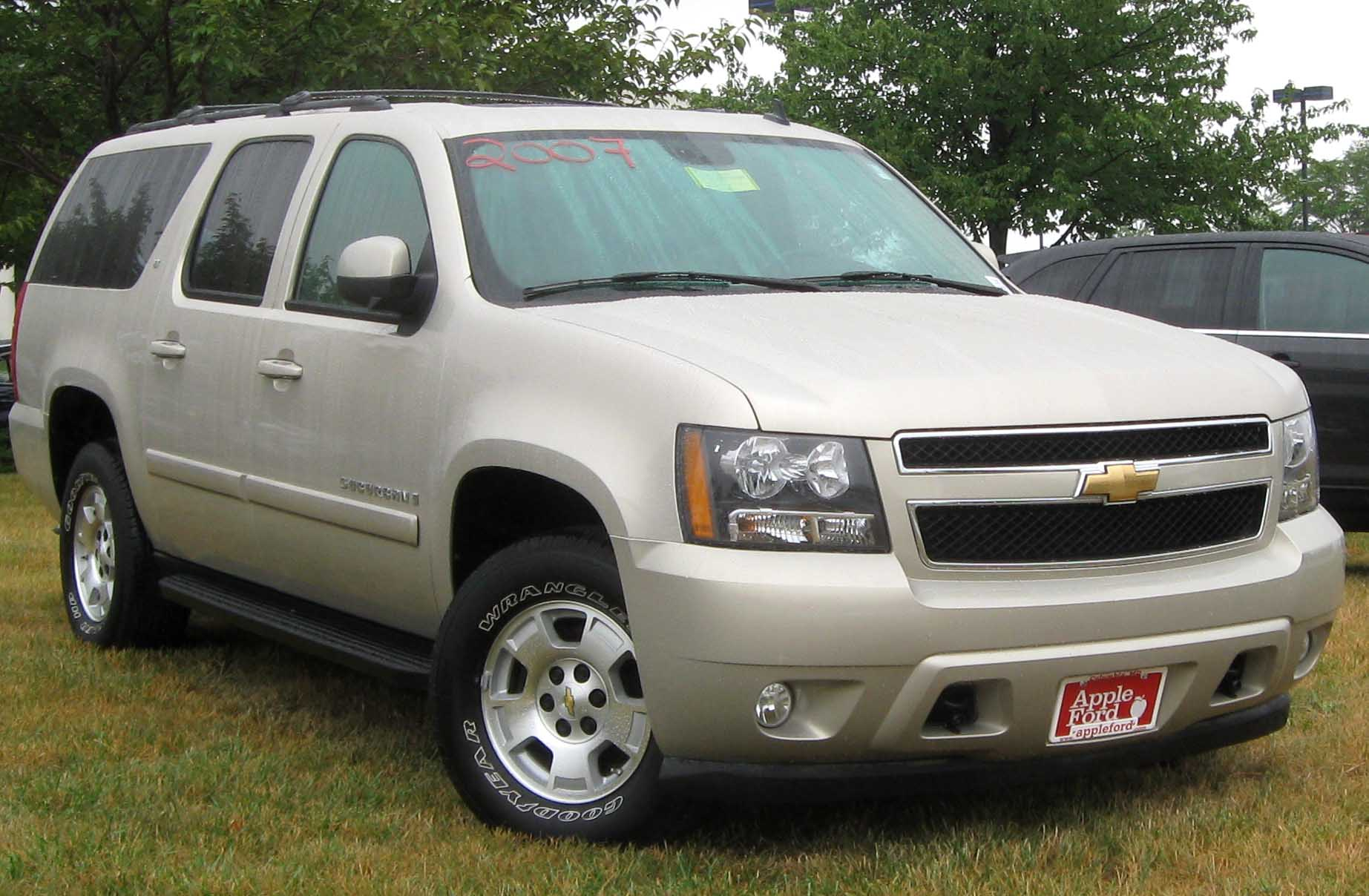
شيفروليه سوبربان Chevrolet Suburban، أطول لوحة سيارات إنتاجية مستمرة

قدمت جنرال موتورز طلبًا لإعادة التنظيم بناءا على الفصل 11 المدعوم من الحكومة في 8 يونيو 2009. في 10 يوليو 2009، باعت شركة جنرال موتورز الأصلية الأصول وبعض الشركات التابعة لشركة جديدة تمامًا بما في ذلك العلامة التجارية جنرال موتورز. تم ترك الخصوم مع جنرال موتورز الأصلية مما أدى إلى تحرير الشركات من العديد من الالتزامات مما أدى إلى إنشاء شركة جنرال موتورز جديدة.

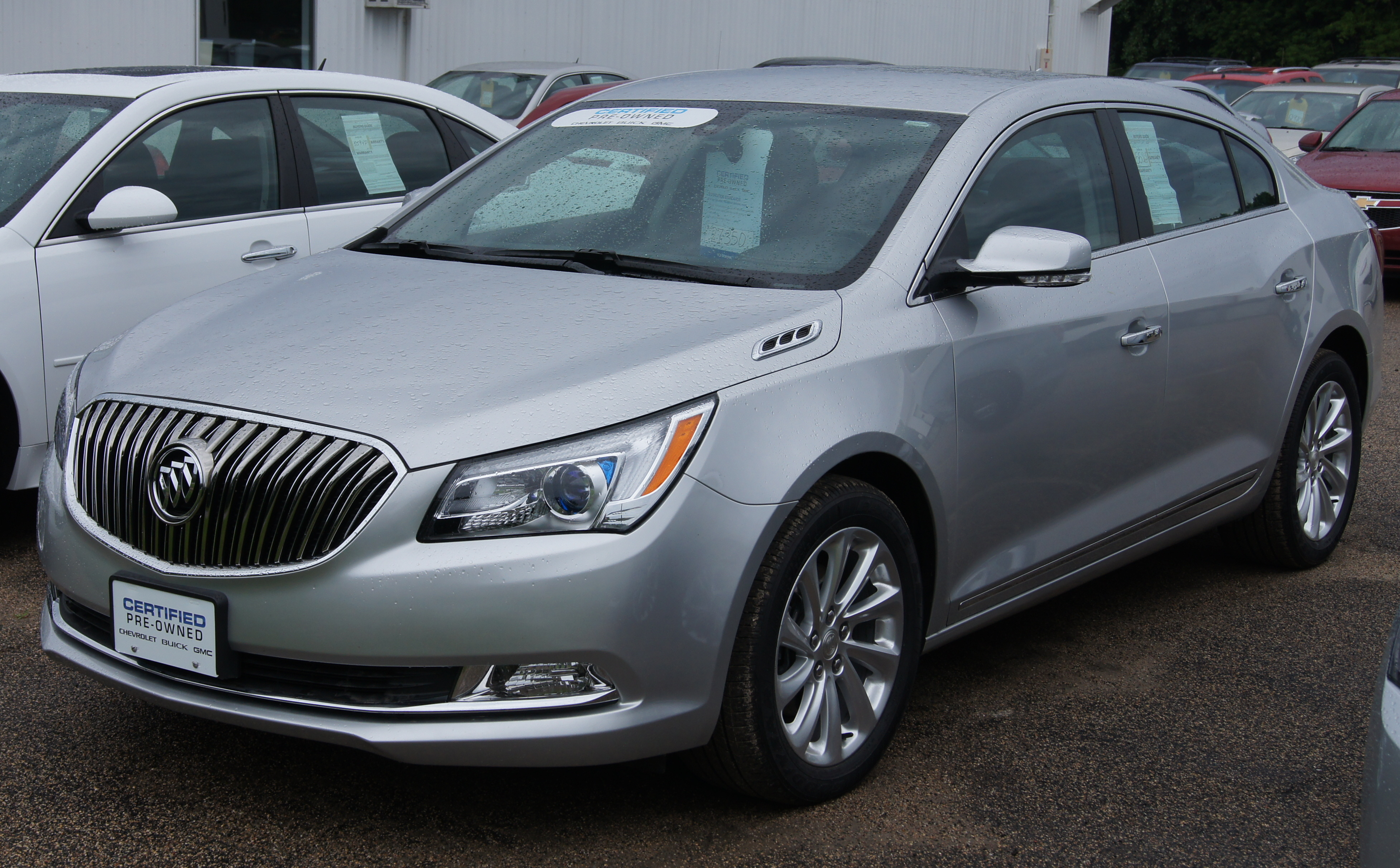
الجيل الثاني من بويك لاكروس، مثال على إحياء جنرال موتورز بعد إعادة هيكلتها في أعقاب الركود العظيم.

من خلال برنامج إغاثة الأصول المتعثرة، استثمرت وزارة الخزانة الأمريكية 49.5 مليار دولار في جنرال موتورز واستردت 39 مليار دولار عندما باعت أسهمها في 9 ديسمبر 2013، مما أدى إلى خسارة قدرها 10.3 مليار دولار. استثمرت وزارة الخزانة 17.2 مليار دولار إضافية في شركة التمويل السابقة لجنرال موتورز، GMAC (الآن حليف). تم بيع الأسهم في Ally في 18 ديسمبر 2014 مقابل 19.6 مليار دولار بصافي 2.4 مليار دولار. وجدت دراسة أجراها مركز أبحاث السيارات أن خطة إنقاذ جنرال موتورز أنقذت 1.2 مليون وظيفة وحافظت على 34.9 مليار دولار من عائدات الضرائب. أيضًا في عام 2009، لم تكن شركة جنرال موتورز الكندية المحدودة جزءًا من إفلاس الفصل 11 لشركة جنرال موتورز، فقد تخلت الشركة عن العديد من العلامات التجارية، وأغلقت ساتورن، وبونتياك، وهامر، أثناء بيع شركة Saab Automobile إلى شركة سبايكر الهولندية لصناعة السيارات، وخرجت من الفصل الحادي عشر لإعادة تنظيم للشركات المدعوم من الحكومة. في عام 2010، قدمت جنرال موتورز المعاد تنظيمها طرحًا عامًا أوليًا كان أحد أكبر خمسة اكتتابات عامة في العالم حتى الآن، وعاد إلى الربحية في وقت لاحق من ذلك العام. بدأت جنرال موتورز المفاوضات لكنها لم تكمل بيع ساتورن وهامر إلى Penske وSichuan Tengzhong Heavy Industry على التوالي.

## حوكمة الشركات
استنادًا إلى المبيعات العالمية في عام 2012، تم تصنيف جنرال موتورز ضمن أكبر شركات صناعة السيارات في العالم في يناير 2013. ومقرها في مركز النهضة في ديترويت، وظفت جنرال موتورز ما يقرب من 180 ألف شخص حول العالم اعتبارًا من ديسمبر 2017. ومع ذلك، في عام 2018، خفضت جنرال موتورز ما يقرب من 14000 وظيفة. في عام 2009، باعت جنرال موتورز 6.5 مليون سيارة وشاحنة على مستوى العالم. في عام 2010، باعت 8.39 مليون.
اعتبارًا من أبريل 2019، ماري بارا هي الرئيس التنفيذي (الرئيس التنفيذي) ورئيس مجلس الإدارة ومارك رويس Mark Reuss هو الرئيس. كان رئيس التصميم، إدوارد ت. ويلبيرن، أول أمريكي من أصل أفريقي يقود منظمة عالمية لتصميم السيارات، وكان أعلى تصنيف أمريكي من أصل أفريقي في صناعة السيارات الأمريكية في عام 2014. في 1 يوليو 2016، تقاعد من جنرال موتورز بعد 44 سنة. حل محله مايكل سيمكو.
كجزء من إعلانات الشركة، أعلن إيد وايتاكر Ed Whitacre عن ضمان الشركة لاسترداد الأموال لمدة 60 يومًا وسداد قرض بقيمة 6.7 مليار دولار من الحكومة قبل الموعد المحدد. انتخب مجلس الإدارة ماري بارا البالغة من العمر وقتها 51 عامًا، نائب الرئيس التنفيذي لتطوير المنتجات العالمية والمشتريات وسلسلة التوريد، لتصبح الرئيس التنفيذي التالي للشركة خلفًا لدان أكرسون في 15 يناير 2014. انضم بارا أيضًا إلى مجلس إدارة جنرال موتورز. من يونيو 2009 إلى مارس 2011، كان لدى الشركة ثلاثة رؤساء تنفيذيين وثلاثة مدراء ماليين.

### النتائج المالية
أعلنت الشركة عن أرباحها السنوية منذ عام 2010.[بحاجة لمصدر] يمكنها ترحيل الخسائر السابقة لتقليل المسؤولية الضريبية على الأرباح المستقبلية. وقد كسبت 4.7 مليار دولار في عام 2010. وقدرت صحيفة وول ستريت جورنال أن الإعفاء الضريبي، بما في ذلك الاعتمادات المتعلقة بالتكاليف المتعلقة بالمعاشات التقاعدية والمصروفات الأخرى، يمكن أن تصل قيمته إلى 45 مليار دولار على مدى السنوات العشرين المقبلة.
في عام 2010، احتلت جنرال موتورز المرتبة الثانية في القائمة بإنتاج 8.5 مليون وحدة على مستوى العالم. في عام 2011، عادت جنرال موتورز إلى المركز الأول حيث تم بيع 9.025 مليون وحدة في جميع أنحاء العالم، بما يعادل 11.9٪ من حصة السوق في صناعة السيارات العالمية. كان أكبر سوقين في عام 2011 هما الصين، مع 2547203 وحدة، والولايات المتحدة، حيث تم بيع 2,503,820 سيارة. كانت علامة شفروليه التجارية المساهم الرئيسي في أداء جنرال موتورز، حيث تم بيع 4.76 مليون سيارة حول العالم في عام 2011، وهو رقم قياسي عالمي في المبيعات. في مايو 2013، خلال خطاب الافتتاح، اقترح الرئيس التنفيذي آنذاك دان أكرسون أن جنرال موتورز على وشك العودة إلى مؤشر إس وبي 500. لقد تمت إزالة جنرال موتورز من المؤشر في عام 2009، قبل إفلاسها.
في 24 أبريل 2014، ذكرت محطة سي إن إن للنقد أن أرباح جنرال موتورز انخفضت إلى 108 مليون دولار للأشهر الثلاثة الأولى من عام 2014. تقدر جنرال موتورز الآن تكلفة الادعاءات لسنة ألفين وأربعة عشر بسبب مفاتيح الإشعال الخاطئة، والتي تم ربطها بما لا يقل عن 124 حالة وفاة، بمبلغ 1.5 دولار مليار. وانخفضت أسهم جنرال موتورز بنسبة 16٪ في العام السابق للإعلان الجديد عن انخفاض أرباح جنرال موتورز.
في 4 كانون الثاني 2016، ذكرت مجلة فورتشن أن جنرال موتورز قادت تمويلًا بقيمة مليار دولار في شركة شبكة النقل (TNC) انظر لايفت. كان هذا أول استثمار لجنرال موتورز في مشاريع مشاركة الركوب، وتعتبر مشاركتها المبلغ عنها (500.000.000 دولار) في الجولة مؤشراً لجهودها نحو مستقبل النقل، والتي تعتقد أنها ستكون «متصلة وسلسة ومستقلة».
نتيجة لوباء كوفيد 19، في حزيران 2020، سجلت الشركة خسارة صافية قدرها 758 مليون دولار في الربع الثاني من عام 2020. على الرغم من انخفاض الأرباح، إلا أنها كانت أقل مما توقعه المحللون الماليون نتيجة لمبيعات شاحنات البيك أب باهظة الثمن. في أيلول 2020، أعلنت جنرال موتورز وهوندا عن تحالف يقترح التعاون في عمليات الشراء والبحث وتطوير المركبات.

### مدراء مجلس الإدارة
اعتبارًا من فبراير 2017:
- ماري بارا، رئيس مجلس الإدارة والرئيس التنفيذي لشركة جنرال موتورز
- جوزيف أشتون، نائب رئيس الاتحاد الدولي السابق
- ليندا جودين، نائب الرئيس السابق لنظم المعلومات والحلول العالمية في لوكهيد مارتن
- جوزيف جيمينيز، الرئيس التنفيذي لشركة نوفارتس
- جين مينديلو، الرئيس والمدير التنفيذي السابق لشركة هارفارد للإدارة
- مايك مولن، الرئيس السابق لهيئة الأركان المشتركة
- جيمس مولفا، الرئيس التنفيذي السابق والرئيس التنفيذي لشركة كونوكو فيلبس
- باتريسيا روسو، الرئيس التنفيذي لمؤسسة هيوليت باكارد
- توماس شوي، المدير المالي السابق لـ وول مارت
- ثيودور سولسو، الرئيس التنفيذي السابق ورئيس مجلس إدارة شركة Cummins
- كارول ستيفنسون، العميد السابق في كلية آيفي للأعمال

## التواجد العالمي

### شمال أمريكا
| عام  | مبيعات الولايات المتحدة (سيارات) | تغيير/سنة. |
| ---- | -------------------------------- | ---------- |
| 1998 | 4,603,991                        |            |
| 1999 | 5,017,150                        | ▲9.0%      |
| 2000 | 4,953,163                        | ▼1.3%      |
| 2001 | 4,904,015                        | ▼1.0%      |
| 2002 | 4,858,705                        | ▼0.9%      |
| 2003 | 4,756,403                        | ▼2.1%      |
| 2004 | 4,707,416                        | ▼1.0%      |
| 2005 | 4,517,730                        | ▼4.0%      |
| 2006 | 4,124,645                        | ▼8.7%      |
| 2007 | 3,866,620                        | ▼6.3%      |
| 2008 | 2,980,688                        | ▼22.9%     |
| 2009 | 2,084,492                        | ▼30.1%     |
| 2010 | 2,215,227                        | ▲6.3%      |
| 2011 | 2,503,820                        | ▲13.7%     |
| 2012 | 2,595,717                        | ▲3.7%      |
| 2013 | 2,786,078                        | ▲7.3%      |
| 2014 | 2,935,008                        | ▲5.3%      |
| 2015 | 3,082,366                        | ▲5.0%      |
| 2016 | 3,042,773                        | ▼1.3%      |
| 2017 | 3,002,241                        | ▼1.3%      |
| 2018 | 2,954,037                        | ▼1.5%      |
| 2019 | 2,887,046                        | ▼2.3%      |

جنرال موتورز كندا المحدودة هي الشركة الكندية المتحالفة مع جنرال موتورز. ليس كل الموظفين فيها كنديين، لأن بعض الموظفين بأجر من الولايات المتحدة ويعملون في الشركة.[بحاجة لمصدر] تركز منتجات جنرال موتورز بشكل أساسي على أقسامها الأساسية الأربعة - شيفروليه وكاديلاك وبويك وجي إم سي. أدت إعادة هيكلة جنرال موتورز إلى نقطة تعادل أقل للمبيعات السنوية والأرباح المتجددة بسبب فقدان ملايين الوظائف.
في منتصف عام 2005، بدأ شعار شركة جنرال موتورز للطاقة المطلية بالكروم «علامة التميز» في الظهور على جميع طرازات 2006 التي تم طرحها مؤخرًا والجديدة بالكامل والتي تم إنتاجها وبيعها في أمريكا الشمالية. ومع ذلك، في عام 2009، عكست «جنرال موتورز الجديدة» هذا، قائلة إن التركيز على أقسامها الأساسية الأربعة سيقلل من أهمية شعار جنرال موتورز.
في مايو 2012، سجلت جنرال موتورز حصة سوقية تبلغ 18.4٪ في الولايات المتحدة مع الأسهم المستوردة. في نوفمبر 2018، أعلنت جنرال موتورز أنها ستسرح أكثر من 14000 موظف في أمريكا الشمالية، يشكلون 15٪ من قوتها العاملة و25٪ من موظفيها التنفيذيين في المنطقة. تخطط الشركة لإيقاف الإنتاج في ثلاث مجموعات (جمعية لوردستاون في أوهايو، جمعية ديترويت هامترامك في ميشيغان وأوشاوا، أول شركة جنرال موتورز في أمريكا الشمالية 1918 في كندا) ومحركين / ناقل حركة (وايت مارش، ماريلاند، وارين، ميشيغان) خلال عام 2019. سيتم أيضًا الاستغناء عن الموظفين من هذه المصانع.

### أمريكا الجنوبية
في عام 2008، كانت البرازيل ثالث أكبر دولة فردية من حيث المبيعات، حيث تم بيع حوالي 550 ألف سيارة من جنرال موتورز. في ذلك العام، باعت الأرجنتين وكولومبيا وفنزويلا 300000 سيارة أخرى من جنرال موتورز، مما يشير إلى أن إجمالي مبيعات جنرال موتورز في أمريكا الجنوبية (بما في ذلك المبيعات في دول أمريكا الجنوبية الأخرى مثل تشيلي وبيرو والإكوادور وبوليفيا، إلخ) في ذلك العام كانت في مستوى مماثل للمبيعات في الصين.[بحاجة لمصدر]
في 20 أبريل 2017، استولت الحكومة الفنزويلية على مصنع جنرال موتورز فنزويلا في فالنسيا.

### أوروبا
قبل بيعها إلى مجموعة بي أس إيه في عام 2017، كانت أوبل هي الاسم التجاري الرئيسي لجنرال موتورز في أوروبا باستثناء المملكة المتحدة، حيث استخدمت الشركة البريطانية التابعة لجنرال موتورز، Vauxhall، اسم العلامة التجارية الخاص بها "Vauxhall".
أعيد تقديم علامة شيفروليه في أوروبا في عام 2005، وبيعت في الغالب سيارات دايو Daewoo التي أعيدت تسميتها والتي حصلت عليها جي إم كوريا بعد خسارة ما يقرب من 18 مليار دولار على مدار 12 عامًا، بدأت جنرال موتورز في التخلص التدريجي من المبيعات السائدة لشفروليه في أوروبا في أواخر عام 2013، وانتهت في أواخر عام 2015، للتركيز على أوبل / فوكسهول. يستمر بيع سيارات شفروليه في روسيا ودول الكومنولث المستقلة، من خلال مشروع مشترك بين جنرال موتورز أوزبكستان. لا يزال حضور شفروليه محدودًا في أوروبا من خلال استيراد كورفيت وكامارو، كذلك تحافظ كاديلاك أيضًا على حضور محدود.
في عام 2012، شكلت شركة بيجو سيتروين (PSA) وشركة جنرال موتورز تحالفًا سمح لجنرال موتورز بالاستحواذ على سبعة بالمائة من مجموعة PSA. سرعان ما تم تجريد الملكية في 13 ديسمبر 2013، مما أدى إلى «عائدات إجمالية قدرها 0.25 مليار يورو». بحلول عام 2017، نظرت مجموعة PSA في الاستيلاء على أوبل من جنرال موتورز، بعد أن أعلنت جنرال موتورز خسارة قدرها 257 مليون دولار من عملياتها الأوروبية في عام 2016، وهو العام السادس عشر على التوالي الخاسر لجنرال موتورز في أوروبا، مما رفع إجمالي خسائرها في أوروبا منذ عام 2000 إلى أكثر من 15 مليار دولار أمريكي. في 6 مارس 2017، تم تأكيد بيع أوبل وفوكسهول لمجموعة PSA مقابل 2.3 مليار دولار.

### آسيا
| GM أمريكا الشمالية | 3,367,374 | 122,740 | 3.5  |
| GM أوروبا          | 3,590     | 266     | 6.9  |
| GM أمريكا الجنوبية | 668,842   | 21,355  | 3.1  |
| GM International   | 584,520   | 28,033  | 5.0  |
| الصين              | 3,093,604 | 551,440 | 15.1 |
| إجمالي             | 7,717,930 | 667,768 | 8.0  |

تصنع الشركة معظم سيارات السوق الصينية محليًا. تم إنشاء Shanghai GM، وهي مشروع مشترك مع شركة SAIC Motor الصينية في عام1997، وهذا المشروع تم إنشاؤه في البداية مع شركة Canadian Regal في عام 1990 في 25 مارس. تم افتتاح مصنع Shanghai GM رسميًا في 15 ديسمبر 1998، عندما خرجت أول سيارة Buick صينية الصنع من خط التجميع. كما يقوم المشروع المشترك SAIC-GM-Wuling Automobile ببيع الميكروفان microvans بنجاح تحت العلامة التجارية Wuling (حيث أن 34٪ مملوكة لشركة GM). كان معظم النمو الأخير لشركة جنرال موتورز في جمهورية الصين الشعبية، حيث ارتفعت مبيعاتها بنسبة 66.9 في المائة في عام 2009، حيث بيعت 1,830,000 سيارة وتمثل 13.4 بالمائة من السوق.
بويك قوية في الصين منذ البداية الباكرة من قبل بويك الكندية التي باعتها إلى الإمبراطور الأخير للصين، والتي قادتها فيما بعد بويك ريجال وفق الاتفاق الثانوي عام 1990. كان آخر إمبراطور للصين -بوئي- يمتلك سيارة بويك. تم طرح ماركة كاديلاك في الصين في عام 2004، بدءًا من الصادرات إلى الصين. دفعت جنرال موتورز تسويق ماركة شيفروليه في الصين في منتصف العقد الأول من القرن الحادي والعشرين أيضًا. كجزء من هذه الدفعة، نقلت جنرال موتورز سيارة بويك سيل إلى تلك العلامة التجارية كمحاولة لجذب المشترين الصينيين من الطبقة المتوسطة الذين يبحثون عن سيارات صغيرة وبأسعار معقولة.
في آب 2009، تم تشكيل المشروع المشترك لشركة FAW GM Light Duty Commercial Vehicle Co Ltd التي تنتج بشكل أساسي شاحنات Jiefang الخفيفة. ارتفعت مبيعات سيارات جنرال موتورز في الصين بنسبة 28.8 في المائة لتصل إلى رقم قياسي بلغ 2,351,610 وحدة في عام 2010. وأنشأت جنرال موتورز مركزًا لأبحاث السيارات كجزء من حرم جامعي للشركات يبلغ 250 مليون دولار أمريكي في شنغهاي لتطوير سيارات هجينة تعمل بالبنزين، ومركبات كهربائية وأنواع وقود بديلة ومحركات وتقنيات جديدة. تخطط الشركة لمضاعفة مبيعاتها من عام 2010 إلى حوالي 5 ملايين وحدة في الصين بحلول عام 2015.
أسست SAIC-GM-Wuling علامة Baojun التجارية منخفضة التكلفة للتنافس بشكل أفضل مع المنافسين المحليين، شيريو Geely وBYD للمشترين لأول مرة للسيارات التي يبلغ سعرها حوالي 10000 دولار أمريكي. وتشير التقديرات إلى أن مثل هذا السوق في الصين يبلغ حوالي 5 ملايين سيارة سنويًا، وهو أكبر من سوق السيارات في فرنسا وبريطانيا مجتمعين. ومع ذلك، يشعر البعض بالقلق من أن «العلامات التجارية المحلية مثل Baojun يمكن أن تصبح في النهاية تهديدات للعلامات التجارية الأم إذا كانت تتنافس أكثر مع النماذج الراسخة بمرور الوقت». باعت شركة SAIC-GM-Wuling 1.23 مليون سيارة في عام 2010، معظمها شاحنات تجارية وشاحنات، منها حوالي 700000 وحدة كانت عبارة عن شاحنة صغيرة تسمى Sunshine.
تحافظ جنرال موتورز على وجود وكيل لها في اليابان، يُطلق عليه GM Chevrolet Shop، المعروف سابقًا باسم GM Auto World Shop. كان الوكلاء الحاليون لشركة جنرال موتورز اليابان إما وكلاء سابقين لشركة Saturn أو مواقع بيع إيسوزو. تباع منتجات جنرال موتورز حاليًا من قبل شركة Yanase Co., Ltd. منذ عام 1915.
في آب 2011، أعلنت جنرال موتورز عن خطط لإعادة تنشيط مصنعها الذي أنتج سابقًا شيفروليه بليزر التي تم تجديدها مثل أوبل وكذلك البرازيلي بليزر، وكذلك بناء مصنع جديد في بيكاسي، وجاوة الغربية، إندونيسيا، والذي سينتج 40.000 سيارة ركاب سنويًا للسوق في جنوب شرقي آسيا. إنه المصنع الثالث في جنوب شرق آسيا، بعد مصنع رايونغ في تايلاند، ومصنع هانوي في فيتنام.
في تشرين أول 2011، فتحت اتفاقية التجارة الحرة لكوريا الجنوبية سوق السيارات في كوريا الجنوبية للسيارات الأمريكية الصنع. تمتلك جنرال موتورز (في 31 كانون أول 2011) 77.0٪ من مشروعها المشترك في كوريا الجنوبية، جي إم كوريا.
في 11 آذار 2013، افتتحت جنرال موتورز مصنعًا جديدًا بمساحة 190300 قدم مربع في بيكاسي، إندونيسيا. أغلقت جنرال موتورز مصنع بيكاسي بنهاية يونيو 2015، وأوقفت إنتاج سونيك في تايلاند بحلول منتصف العام.
في عام 2017، خرجت جنرال موتورز من السوق الهندية، التي دخلت إليها للمرة الثانية في عام 1996. كانت المرة الأولى في عام 1928 عندما أصبحت أول شركة لتصنيع السيارات في الهند. ومع ذلك، ستستمر جنرال موتورز في تصنيع السيارات من مصنع تاليجاون Talegaon بولاية ماهاراشترا لسوق التصدير. تبلغ قدرة هذا المصنع 1,60,000 وحدة سنويًا. توقف مصنع Halol الأقدم بولاية غوجارات بسعة 50000 وحدة عن الإنتاج السنوي في 28 نيسان 2017. وسيتم بيعه، مع جنرال موتورز في محادثات مع شركة SAIC Motor الصينية المحدودة. انخفضت المبيعات المحلية للذراع الهندي لشهر نيسان 2016 - آذار 2017 إلى 25823 وحدة من 32.540 في العام السابق وانكمشت حصة السوق من 1.17 في المئة إلى 0.85 في المئة لنفس الفترة. ومع ذلك، ارتفعت الصادرات بنسبة 89 في المائة خلال نفس الفترة لتصل إلى 70969 وحدة. ستواصل GMTC-I، المركز التقني لجنرال موتورز في بنغالور، في الهند القيام بعملها العالمي. سيتأثر حوالي 400 موظف، أي 8 بالمائة من إجمالي قوة العمل الهندية في جنرال موتورز، بهذا الانسحاب. كانت مجموعة المنتجات الضعيفة وجودة الخدمة دون المستوى من أسباب ضعف أداء جنرال موتورز في الهند. سيؤثر هذا الانسحاب أيضًا على 10000 موظف يعملون مع حوالي 120 منفذًا / وكالة بيع تابعة لشركة جنرال موتورز في الهند.
في شباط 2018، التعليقات التي أدلت بها الرئيس التنفيذي ماري بارا بأن هيكلات الكلف المادية لعمليات شركة جنرال موتورز الكورية أصبحت «تواجه تحديات» قد عززت التكهنات بأن الشركة قد تجرد جنرال موتورز كوريا، ثم يليها خروج من السوق الكورية. تتفاوض شركة جنرال موتورز حاليًا على خطة استثمارية بقيمة 2.8 مليار دولار لعملياتها في كوريا من حكومة كوريا الجنوبية، على أن يتم تفريقها خلال العقد المقبل. علاوة على ذلك، اتصلت الشركة ببنك التنمية الكوري للمشاركة في مقايضة ديون بقيمة 2.7 مليار دولار أصدرتها شركتها الفرعية الكورية.
وبحسب وحدة جنرال موتورز الكورية الجنوبية، فقد تراجعت مبيعاتها المحلية لشهر آذار بنسبة 58 في المائة، أي أكثر من النصف مقارنة بالعام الماضي. في شباط 2018، قالت جنرال موتورز إنها أغلقت مصنعًا واحدًا ثم قررت ما ينتظر المصانع الثلاثة المتبقية في كوريا الجنوبية خلال الخسائر المتزايدة هناك. في السنوات الأخيرة، سحبت شركة صناعة السيارات الأمريكية علامتها التجارية Chevy من أوروبا، الأمر الذي أدى إلى تقييد صادرات GM كوريا نظرًا لأنها كانت سوقًا رئيسيًا للشركة الكورية.
في عام 2020، انسحبت جنرال موتورز من السوق التايلاندية وباعت مصنعها في رايونغ إلى شركة Great Wall Motors.

### أفريقيا
| مبيعات شركة جنرال موتورز حول العالم للسيارات في عام 2008(مقدرا بالآلاف) | مبيعات شركة جنرال موتورز حول العالم للسيارات في عام 2008(مقدرا بالآلاف) | مبيعات شركة جنرال موتورز حول العالم للسيارات في عام 2008(مقدرا بالآلاف) | مبيعات شركة جنرال موتورز حول العالم للسيارات في عام 2008(مقدرا بالآلاف) |
| الترتيب في شركة جنرال موتورز                                            | المكان                                                                  | عدد السيارات المباعة مقدرا بالآلاف                                      | النسبة المئوية لحصتها في السوق                                          |
| ----------------------------------------------------------------------- | ----------------------------------------------------------------------- | ----------------------------------------------------------------------- | ----------------------------------------------------------------------- |
| 1                                                                       | الولايات المتحدة                                                        | 2,981                                                                   | 22.1%                                                                   |
| 2                                                                       | الصين                                                                   | 1,095                                                                   | 12.0%                                                                   |
| 3                                                                       | البرازيل                                                                | 549                                                                     | 19.5%                                                                   |
| 4                                                                       | المملكة المتحدة                                                         | 384                                                                     | 15.4%                                                                   |
| 5                                                                       | كندا                                                                    | 359                                                                     | 21.4%                                                                   |
| 6                                                                       | روسيا                                                                   | 338                                                                     | 11.1%                                                                   |
| 7                                                                       | ألمانيا                                                                 | 300                                                                     | 8.8%                                                                    |
| 8                                                                       | المكسيك                                                                 | 212                                                                     | 19.8%                                                                   |
| 9                                                                       | أستراليا                                                                | 133                                                                     | 13.1%                                                                   |
| 10                                                                      | كوريا الجنوبية                                                          | 117                                                                     | 9.7%                                                                    |
| 11                                                                      | فرنسا                                                                   | 114                                                                     | 4.4%                                                                    |
| 12                                                                      | إسبانيا                                                                 | 107                                                                     | 7.8%                                                                    |
| 13                                                                      | الأرجنتين                                                               | 95                                                                      | 15.5%                                                                   |
| 14                                                                      | فنزويلا                                                                 | 91                                                                      | 33.3%                                                                   |
| 15                                                                      | كولومبيا                                                                | 80                                                                      | 36.3%                                                                   |
| 16                                                                      | الهند                                                                   | 66                                                                      | 3.3%                                                                    |

جنرال موتورز لها تاريخ طويل في مصر بدأ في العشرينات من القرن الماضي بتجميع السيارات والشاحنات الخفيفة للسوق المحلي. في منتصف الخمسينيات من القرن الماضي، انسحبت جنرال موتورز من السوق المصرية. بعد بضع سنوات، بدأ إخوان غبور في تجميع موديلات كاديلاك وشفروليه وبويك حتى التسعينيات. منذ عام 1983، تمتلك جنرال موتورز وشركة المنصور للسيارات شركة جنرال موتورز مصر، وهي الشركة المصنعة الوحيدة للسيارات التقليدية التي تحمل علامة جنرال موتورز في مصر.[بحاجة لمصدر]
في عشرينيات القرن الماضي، تأسست شركة Miller Brothers Nigeria كمستورد للمركبات التجارية من ماركة Bedford في البلاد. في عام 1949، افتتحت الشركة مصنع التجميع الخاص بها وتعمل تحت اسم «النيجر / نيجيريا موتورز». في عام 1965، تم تقسيم المصنع وشبكة التوزيع الخاصة به إلى شركات مختلفة وأعيد تسميتها باسم Federated Motors Industries. في عام 1991، تم الاستحواذ على الشركة من خلال مشروع مشترك بين جنرال موتورز وUACN في نيجيريا.[بحاجة لمصدر]
تأسست شركة جنرال موتورز شرق إفريقيا (GMEA) في عام 1975، وكانت أكبر مجمّع للمركبات التجارية في المنطقة حيث قامت بتصديرها من كينيا إلى دول شرق ووسط إفريقيا بما في ذلك أوغندا وتنزانيا وملاوي ورواندا وبوروندي. قامت منشآتها الواقعة في نيروبي بتجميع مجموعة واسعة من شاحنات وحافلات Isuzu بما في ذلك السيارة التجارية الخفيفة متعددة الاستخدامات Isuzu N-Series الشهيرة، وبيك آب من سلسلة TF، وشاسيه حافلة Isuzu. بالإضافة إلى التجميع، قامت GMEA أيضًا بتسويق منتجات شيفروليه سبارك وأوبترا. أُعلن عن بيع كامل حصة جنرال موتورز البالغة 57.7 في المائة في جنرال موتورز شرق إفريقيا لشركة Isuzu في 28 فبراير 2017. بعد الانتهاء من البيع، تغير اسم GMEA إلى Isuzu East Africa Limited، اعتبارًا من 1 أغسطس 2017.
بدأت جنرال موتورز العمل في جنوب إفريقيا في عام 1913 من خلال فرعها المملوك بالكامل، جنرال موتورز جنوب إفريقيا، وكان سوقًا امتلك لفترة وجيزة علامته التجارية المحلية، Ranger. بعد إقرار القانون الشامل لمكافحة الفصل العنصري في عام 1986، اضطرت شركة جنرال موتورز للتخلي عن جنوب إفريقيا، وأصبحت GMSA شركة دلتا موتور المستقلة. اشترت جنرال موتورز حصة 49 ٪ في دلتا في عام 1997 بعد نهاية الفصل العنصري، واستحوذت على نسبة 51 ٪ المتبقية في عام 2004، مما أدى إلى إعادة الشركة إلى اسمها الأصلي. بحلول عام 2014، كانت تستهدف إنتاج 50000 سيارة سنويًا، لكنها تعرقلت بسبب الاضطرابات العمالية الوطنية والإضرابات والاحتجاجات. خرجت جنرال موتورز من سوق جنوب إفريقيا في عام 2017 من خلال بيع جزء من أعمالها لشركة Isuzu والبحث عن مشتر لبقية الأعمال.

### أوقيانوسيا
في نيوزيلندا، تم تمثيل جنرال موتورز من خلال سيارات شيفروليه، وبويك، وأولدزموبيل، وكاديلاك، وبونتياك المجمعة محليًا من عام 1926، وسيارات فوكسهول من عام 1931. بعد الحرب العالمية الثانية، استؤنف الإنتاج المحلي لشيفروليه وفوكسهولز وتبعها بونتياك مرة أخرى عام 1959.
في عام 1954، بدأت مبيعات سيارات هولدن المستوردة بالكامل إلى نيوزيلندا. بدأ التجمع النيوزيلندي لشركة هولدن في عام 1957 وبحلول نهاية الستينيات، استبدلت هولدن جميع سيارات شيفروليه وبونتياك (كلاهما في عام 1968) ومعظم فوكسهولز. أوبل، بيدفورد، وإيسوزو، تم تجميع المركبات أو استيرادها في أوقات مختلفة خلال السبعينيات والثمانينيات والتسعينيات. تم إغلاق جميع مصانع تجميع جنرال موتورز المحلية في نيوزيلندا بحلول عام 1990. تم تغيير اسم GM New Zealand إلى Holden New Zealand في عام 1994.
في أستراليا، شكلت جنرال موتورز فرعًا أستراليًا في عام 1926، وهي شركة جنرال موتورز (أستراليا) المحدودة، والتي استوردت ووزعت وقامت بتجميع منتجات جنرال موتورز. تم تصنيع أجسام السيارات في شركة عائلية مقرها أديلايد، «هولدنز موتور بودي بيلرز»، والتي قامت ببناء عملياتها بمساعدة حماية التعريفات والعلاقات الودية مع النقابات العمالية. خلال فترة الكساد الكبير، انهارت شركة هولدنز موتور بودي بيلرز، مما سمح لشركة جنرال موتورز بالاستحواذ على هولدن، لتصبح جنرال موتورز هولدن، اختصارا (GMH) في عام 1931. بوراثتها للهوية الأسترالية، جمعت GMH جاذبية قومية، والتي تم الاستفادة منها في عام 1948 عندما تم طرح - السيارة الأسترالية المصنعة هولدن Holden 48-215 وسط ضجة كبيرة بين الجمهور الأسترالي. تم تسويقها على أنها هولدن «أستراليا الخاصة»، وأصبحت سمة مميزة للثقافة الأسترالية بعد الحرب.
في عام 2012، أنشأت جنرال موتورز شركة أوبل كماركة متخصصة في أستراليا وبدأت في بيع سيارات أوبل ذات العلامات التجارية في أستراليا. ومع ذلك، بعد أقل من اثني عشر شهرًا، توقفت مبيعات أوبل.
في 10 كانون أول 2013، أعلنت جنرال موتورز أن هولدن ستتوقف عن عمليات التصنيع في أستراليا بحلول نهاية عام 2017. ويتألف تواجد هولدن الأسترالي الآن فقط من شركة مبيعات وطنية ومركز توزيع قطع غيار واستوديو تصميم عالمي. منذ ذلك الوقت تقوم هولدن بالحصول على مصادرها من عمليات جنرال موتورز GM في كوريا وأمريكا الشمالية، وPSA.
في عام 2020، خرجت جنرال موتورز من الأسواق الأسترالية والنيوزيلندية، وأكدت أن شارة هولدن ستتوقف عن الوجود بحلول عام 2021. من المقرر إغلاق مركز التصميم العالمي ومسار اختبار لانج لانج Lang Lang (فيكتوريا)، مع تعويضات لمدة تصل إلى 10 سنوات لما تبقى من الموظفين وهم 200 موظف بسبب المطالبات المتعلقة بالضمان. على الرغم من إعلانها، ستستمر جنرال موتورز في الحصول على بعض التواجد في أستراليا، حيث تخطط لتصدير بعض سيارات بويك وشيفروليه وكاديلاك وجي إم سي من خلال كيان جديد يسمى «جنرال موتورز المتخصصة في المركبات»، حيث لا تزال الخطط في طريقها لجلب علامات تجارية لسيارات أمريكية الصنع للمنطقة، والتي تم الإعلان عنها قبل إغلاق هولدن.

## رياضة السيارات

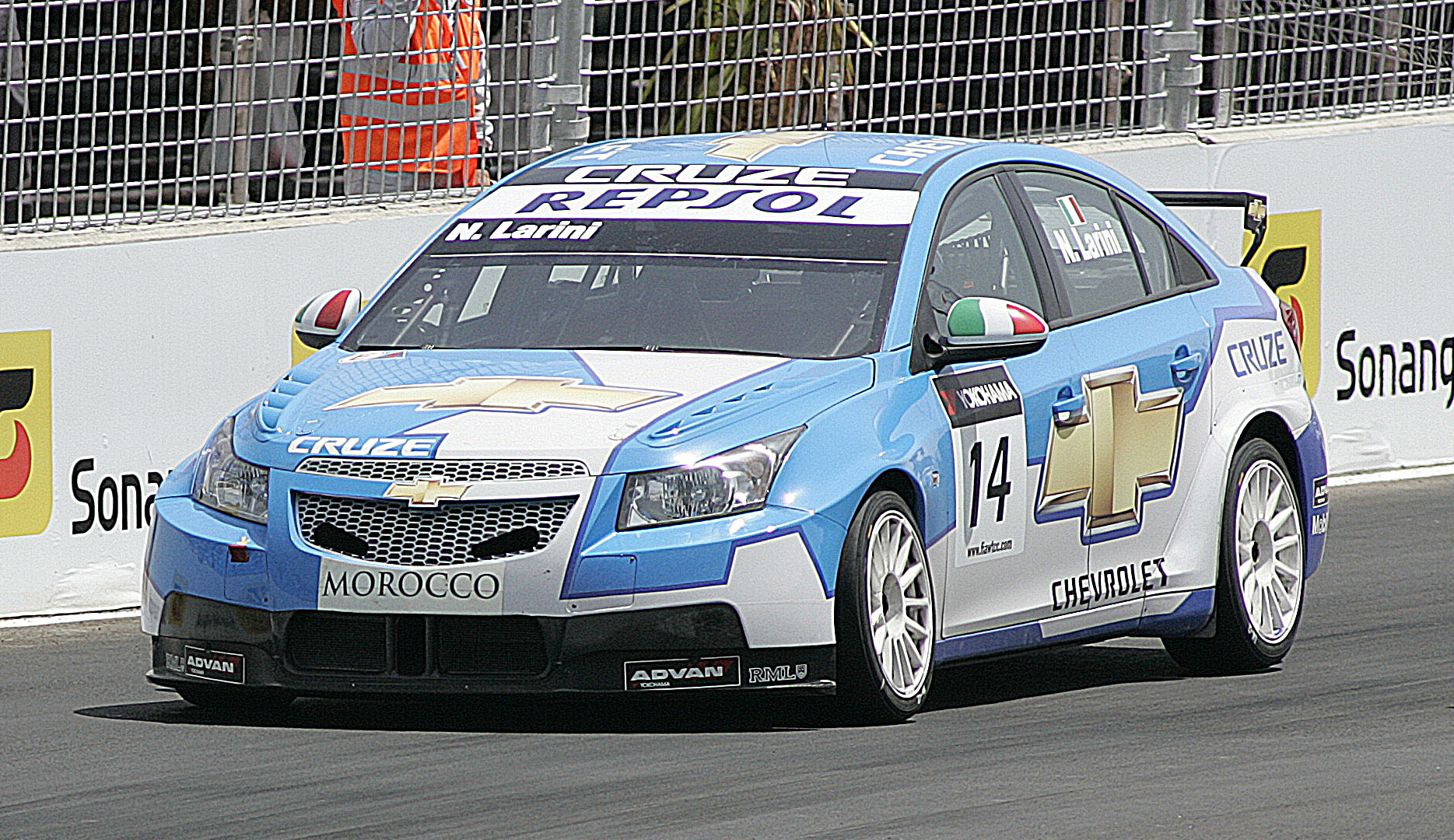
شيفروليه كروز في بطولة العالم لسيارات السياحة WTCC

شاركت جنرال موتورز في بطولة العالم لسيارات السياحة اختصارا (WTCC) من 2004 إلى 2012،
شاركت أيضًا في بطولات أخرى لرياضة السيارات، بما في ذلك سباق «لو مان 24 ساعة» (على أية حال، لم تنافس في عام 2020 بسبب مخاوف جائحة كوفيد 19)
كذلك شاركت في بطولات ناسكار، بطولة SCCA وبطولة Supercars Championship.

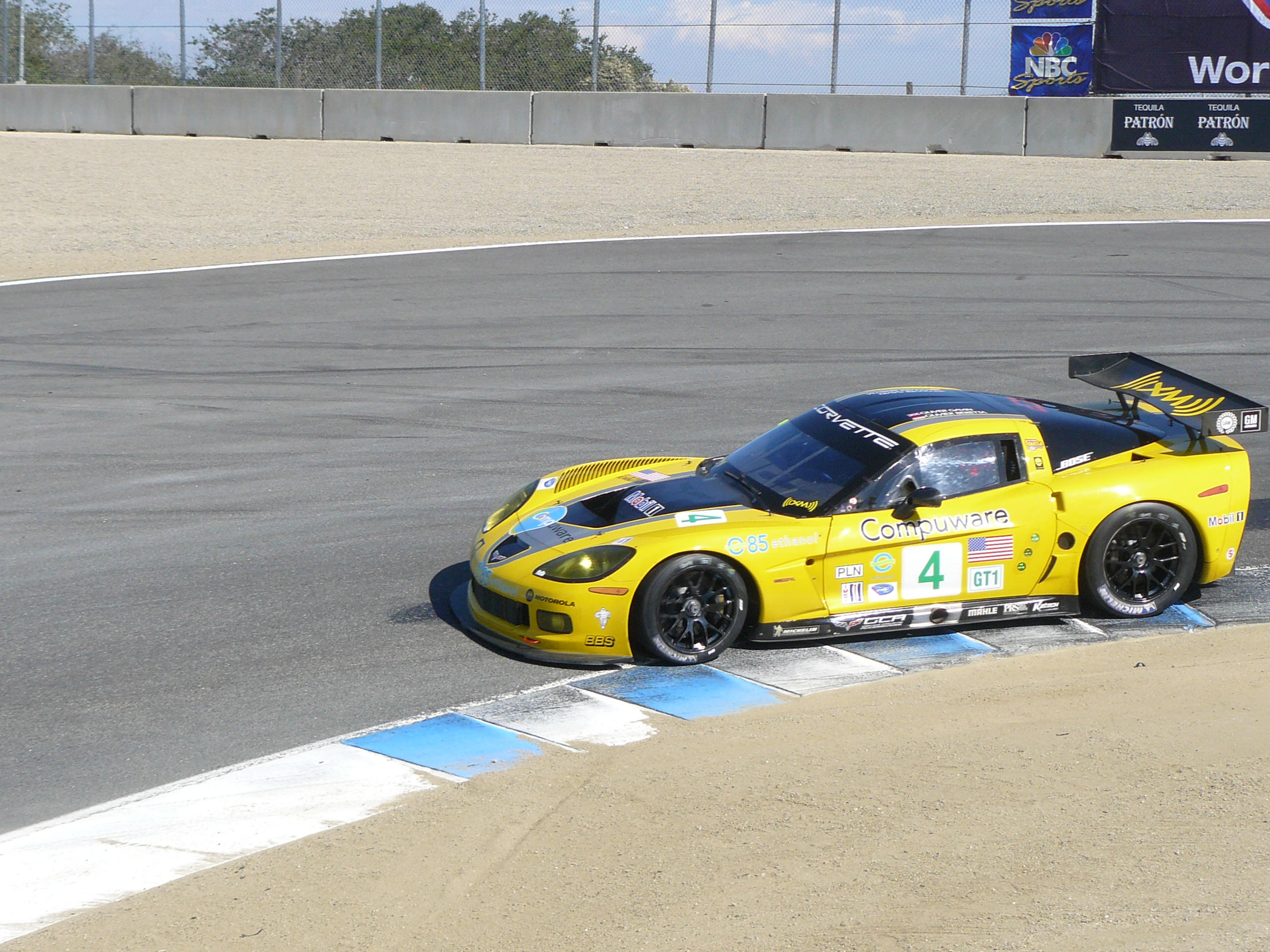
فريق كورفيت للسباق في سلسلة لو مان الأمريكية

كانت محركات جنرال موتورز ناجحة للغاية في دوري سباقات إندي اختصارا (IRL) طوال التسعينيات، حيث فازت بالعديد من السباقات في فئة V-8 الصغيرة. قامت جنرال موتورز أيضًا بالكثير من العمل في تطوير الإلكترونيات لسباق سيارات جنرال موتورز. سجلت Aurora V-8 غير المعدلة في Aerotech 47 رقماً قياسياً عالمياً، بما في ذلك الرقم القياسي لتحمل السرعة في قاعة مشاهير رياضة السيارات في أمريكا. في الآونة الأخيرة، دخلت كاديلاكCadillac V-Series في سباقات رياضة السيارات.

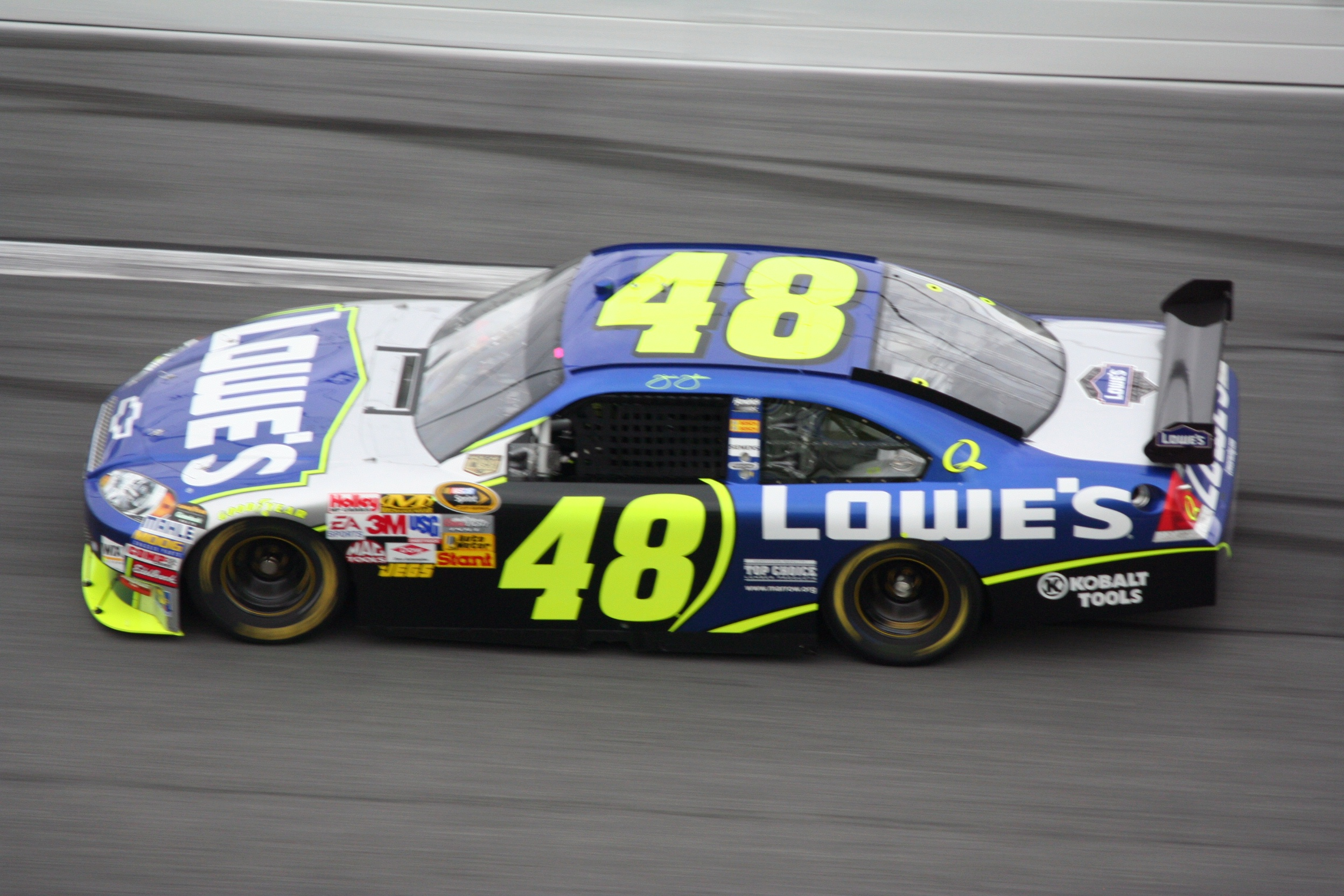
سيارة شفروليه إمبالا في سباق ناسكار عام 2008 يقودها جيمي جونسون

استخدمت جنرال موتورز أيضًا العديد من السيارات في سلسلة سباقات ناسكار الأمريكية. حاليا شيفروليه كامارو ZL1 هي المشترك الوحيد في السلسلة، ولكن في الماضي تم استخدام بونتياك جراند بريكس، بويك ريجال، أولدزموبيل كتلاس، شيفروليه لومينا، شيفروليه ماليبو، شيفروليه مونتي كارلو، شيفروليه إمبالا، وشيفروليه SS. فازت جنرال موتورز بما مجموعه 40 بطولة للمصنعين لسلسلة كأس ناسكار، بما في ذلك 34 بطولة مع شفروليه، وهي أكبر بطولة في تاريخ ناسكار، و3 مع أولدزموبيل، و2 مع بويك، وواحدة مع بونتياك. تتصدر جنرال موتورز جميع مصنعي السيارات الآخرين في السباقات التي فازت بها سلسلة ناسكار الأولى عند 1011. شفروليه تتصدر الإنجازات الفردية مع 677 فوزًا.
في أستراليا، هناك بطولة Supercars التي يخوضها المنافسان الرئيسيان جنرال موتورز [[هولدن وفورد. تعتمد سيارات فريق هولدن ريسينغ الحالية على هولدن كومودور وتعمل بمحرك V8 ذو أسطوانات سعة 5.0 لتر ينتج 635 حصانًا (474 كيلو واط). تبلغ سرعتها القصوى لهذه السيارات 298 كم / ساعة (185 ميلاً في الساعة) وتعمل من 0 إلى 100 كم / ساعة في 3.8 ثانية. يعتبر فريق هولدن ريسينغ أنجح فريق أسترالي في تاريخ السيارات السياحية الأسترالية. في عامي 2006 و2007، فاز فريق وكلاء HSV المرتبط ارتباطًا وثيقًا (غير موجود حاليًا) ببطولة السائقين. مع زوال هولدن في عام 2020، من المتوقع أن تجعل جنرال موتورز شيفروليه كامارو ZL1 المصدرة خليفة في خط هولدن كومودور بمجرد الانتهاء من الصفقات الحالية.

## البحث والتطوير
بدأ البحث والتطوير (R&D) في شركة جنرال موتورز بشكل عضوي باعتباره استمرارًا لمثل هذا البحث والتطوير حيث كانت الأقسام المختلفة (على سبيل المثال، كاديلاك، وبويك، وأولدز، وأوكلاند) تقوم بها بالفعل لنفسها قبل الاندماج. كانت شخصيتها تجريبية بالكامل. كانت مثلما كان الأشخاص الرئيسيون في كل شركة مؤهلين بدرجة كافية للتنظيم والمنافسة. كانت شركة ماكلولين
 للعربات في عام 1876 تصمم وتخترع محركات عربات النقل Carriage Gear. أصبحت شركات ماكلولين شركة جنرال موتورز الكندية المحدودة. كانت شركة مختبرات دايتون الهندسية (ديلكو Delco) التابعة لتشارلز كترنج، في دايتون، أوهايو، شركة مستقلة في ذلك الوقت. كان عملها معروفًا جيدًا للإدارة المركزية لجنرال موتورز من خلال علاقتها كمورد واستشارة لكاديلاك وبويك.[بحاجة لمصدر]
في عام 1916، نظم ديورانت Durant الشركة المتحدة للسيارات United Motors Corporation باعتبارها اندماجًا لموردي قطع الغيار، لتزويد جنرال موتورز ومصنعي المعدات الأصلية الآخرين ولكن بشكل مستقل عن GM. أصبح ألفريد سلون، رئيس شركة Hyatt Roller Bearing Corporation التي تم الاستحواذ عليها مؤخرًا، الرئيس التنفيذي لشركة United Motors. استحوذت شركة المحركات المتحدة على ديلكو Delco، وبدأ كيترينغ Kettering تعاونه مع سلون. استحوذت شركة United Motors أيضًا في هذا الوقت على شركة ريمي Remy الأصلية (تسمى شركة Remy Electric Company)، وهي شركة منافسة لشركة ديلكو. في عام 1918، اشترت شركة جنرال موتورز شركة United Motors. نشأت كيانات مختلفة من Delco وRemy الأصليين، بما في ذلك Dayton Metal Products Corporation وGeneral Motors Research Corporation وDelco Division وRemy Electric Division of GM وDelco Remy (الآن Remy International، Inc.) وACDelco وDelco Electronics وآخرين. الشركة الخلف الرئيسية اليوم هي شركة دلفي للسيارات، والتي تعد في الوقت الحاضر شركة أم مستقلة. [بحاجة لمصدر]
أصبحت مؤسسة أبحاث جنرال موتورز، في دايتون تحت قيادة كيترينج، مركزًا حقيقيًا لأبحاث السيارات. خلال العقود القليلة التالية، أدى ذلك إلى تطوير:
- العديد من ميزات الأجهزة الكهربائية للسيارات والشاحنات
- في عام 1911، اخترع Charles F. Kettering، مع Henry M. Leland، من شركة ديلكو براءة الاختراع الأمريكية وقدمها 1,150,523 لأول مشغل كهربائي في أمريكا.
- في عام 1921، حصلت شركة جنرال موتورز على براءة اختراع لاستخدام Tetraethyllead كعامل مضاد للانفجار مما أدى إلى تطوير محركات ضغط أعلى مما أدى إلى مزيد من القوة والكفاءة على الرغم من أنه تم إدراك لاحقًا أن الرصاص في البنزين كان ضارًا للعديد من الكائنات البيولوجية بما في ذلك البشر.[152]
- في عام 1937، اخترع Jominy & Boegehold[153] من جنرال موتورز اختبار Jominy end-quench لتصلب الفولاذ الكربوني، وهو اختراق في المعالجة الحرارية التي لا تزال قيد الاستخدام اليوم باسم ASTM A255.[154]
- في عام 1939، قدمت جنرال موتورز أول ناقل حركة أوتوماتيكي في العالم وهو Hydra-matic لـ 1940 Oldsmobile وستعتمده صناعة السيارات لاحقًا.[155]
- في عام 1962، قدمت جنرال موتورز أول محرك توربو مشحون في العالم لسيارة في Oldsmobile Cutlass Turbo-Jetfire.[156]
- في عام 1971، اجتازت المركبة Lunar Rover، وهي شراكة بين قسم إلكترونيات الدفاع في Delco في جنرال موتورز وبوينغ.[157]
- في عام 1972، أنتجت جنرال موتورز أول نظام في العالم للمكابح المانعة للانغلاق للعجلات الخلفية لاثنتين من سياراتها: تورونادو وإلدورادو.[158]
- في عام 1973، كانت أولدزموبيل تورونادو أول سيارة تباع بالتجزئة مزودة بوسادة هوائية للركاب.[159]
- في عام 1984، اخترع روبرت لي[160] من جنرال موتورز المغناطيس الدائم Fe14Nd2B permanent magnet المصنوع عن طريق التصلب السريع.
- مبرد ثنائي كلورو ثنائي فلورو الميثان لتطبيقات التدفئة والتهوية وتكييف الهواء والتبريد (الفريون، R-12 ؛ الكلوروفلوروكربون (CFC))
- محركات ديزل ثنائية الأشواط عملية من الناحية التجارية
- مبدلات سرعة أفضل للمركبات التي تسير على الجنزير

على الرغم من أن منظمة الأبحاث والتطوير في شركة جنرال موتورز GM R&D (كما هو معروف باختصار عام) بدأت كمنظمة مبنية إلى حد كبير حول رجل واحد هو كيتيرينغ (Kettering)، فقد تطورت في النهاية إلى منظمة أكثر حداثة يتشكل مسارها من قبل الأفراد ولكن لا يسيطر عليها أي منهم تمامًا. كانت الحرب العالمية الثانية نقطة تحول حيث بدأت الشؤون العسكرية، بعد الاختلاط بتقنيات العلوم التطبيقية لنحو 80 عامًا، في إعادة اختراعها بشكل أساسي. تغيرت الحياة المدنية أيضًا في هذا الاتجاه. بحلول الخمسينيات من القرن الماضي، كانت الشركات مثل جنرال موتورز والعديد من الشركات الأخرى تواجه حقبة جديدة من البحث والتطوير، مختلفة عن تلك السابقة. أقل عن المخترعين العباقرة والاختراعات الفردية، والمزيد عن التقدم التنظيمي والأنظمة المتكاملة، فقد أثار أسئلة جديدة حول من أين سيأتي رأس المال للبحث والتطوير في عصر الطلب غير المحدود على البحث والتطوير (على الرغم من أنه ليس بالضرورة للإنتاج). ناقش ألفريد سلون، الرئيس التنفيذي لشركة جنرال موتورز منذ فترة طويلة (1920s إلى 1960s)، في مذكراته (التي تعتبر أيضًا أطروحة إدارية أساسية) العلاقات بين الحكومة والأوساط الأكاديمية والصناعة الخاصة في مجالات العلوم الأساسية والعلوم التطبيقية، في ضوء هذه الحقبة الجديدة. تعكس الآراء التي عرضها (وأثرت) إجماعًا واسعًا على هذه العلاقات التي استمرت إلى حد كبير حتى اليوم.[بحاجة لمصدر]
اليوم، منظمة الأبحاث والتطوير في شركة جنرال موتورز GM R & D، ومقرها في وارين، ميشيغان، هي شبكة من ستة مختبرات وستة مكاتب علمية وعلاقات تعاونية في أكثر من اثني عشر دولة بما في ذلك علاقات العمل مع الجامعات والمجموعات الحكومية والموردين والشركاء الآخرين من جميع أنحاء العالم.
في 7 أيلول 2014، في المؤتمر العالمي لأنظمة النقل الذكية في ديترويت، كشفت جنرال موتورز أنها ستقدم ميزات الملاح الآلي auto-pilot (القيادة الذاتية) في طرازات معينة من سياراتها لعام 2017، والتي ستطرح للبيع في عام 2016. إن تقنية «الرحلة الفائقة super cruise» أو تقنية مركبة إلى مركبة من المرجح أن يتم تقديمها لأول مرة إلى مجموعة كاديلاك، مما يتيح للسائقين التبديل بين الدخول والخروج من وضع القيادة نصف الآلي. في كانون الأول 2016، بدأت جنرال موتورز اختبار المركبات ذاتية القيادة على الطرق العامة في ميشيغان بعد أن وقع الحاكم ريك سنايدر حزمة من القوانين التي تقنن تشغيل المركبات ذاتية القيادة.
في مارس 2016، اشترت شركة جنرال موتورز شركة Cruise Automation، وهي شركة ناشئة للمركبات ذاتية القيادة في سان فرانسيسكو، لتطوير سيارات ذاتية القيادة يمكن استخدامها في أساطيل مشاركة الركوب.
في تشرين أول 2017، استحوذت جنرال موتورز على شركة Strobe، وهي شركة LIDAR ذات الحالة الصلبة. تنتج النماذج الأولية لستروب "chirps" موجزة من ضوء الليزر المعدل بالتردد (FM)، حيث يختلف التردد ضمن كل chirp بشكل خطي. يسمح قياس طور وتواتر الصدى للنظام بقياس كل من المسافة وسرعة الأشياء في الطريق أمامك مباشرةً. ستعمل ستروب Strobe وكروز Cruise وجنرال موتورز GM معًا لتطوير التكنولوجيا للسيارات ذاتية القيادة في المستقبل.
في تشرين ثاني 2017، شوهدت سيارتان Chevy Bolt EV ذاتية القيادة خلال حدث إعلامي من قبل Cruise Automation، وحدة السيارات الآلية التابعة لشركة جنرال موتورز، في سان فرانسيسكو، كاليفورنيا، الولايات المتحدة. تعمل شركة صناعة السيارات بالفعل على تشغيل Chevy Bolts ذاتية القيادة في سان فرانسيسكو كجزء من اختبار تجريبي تديره شركة تابعة للشركة جنرال موتورز.
في تشرين أول 2018، استثمرت هوندا 2.75 مليار دولار في وحدة جنرال موتورز للسيارات ذاتية القيادة. أعلنت الشركة عن استثمار أولي قدره 275 مليون دولار في البداية، تلاه ملياري دولار خلال العام.

## مبيعات السيارات الصغيرة

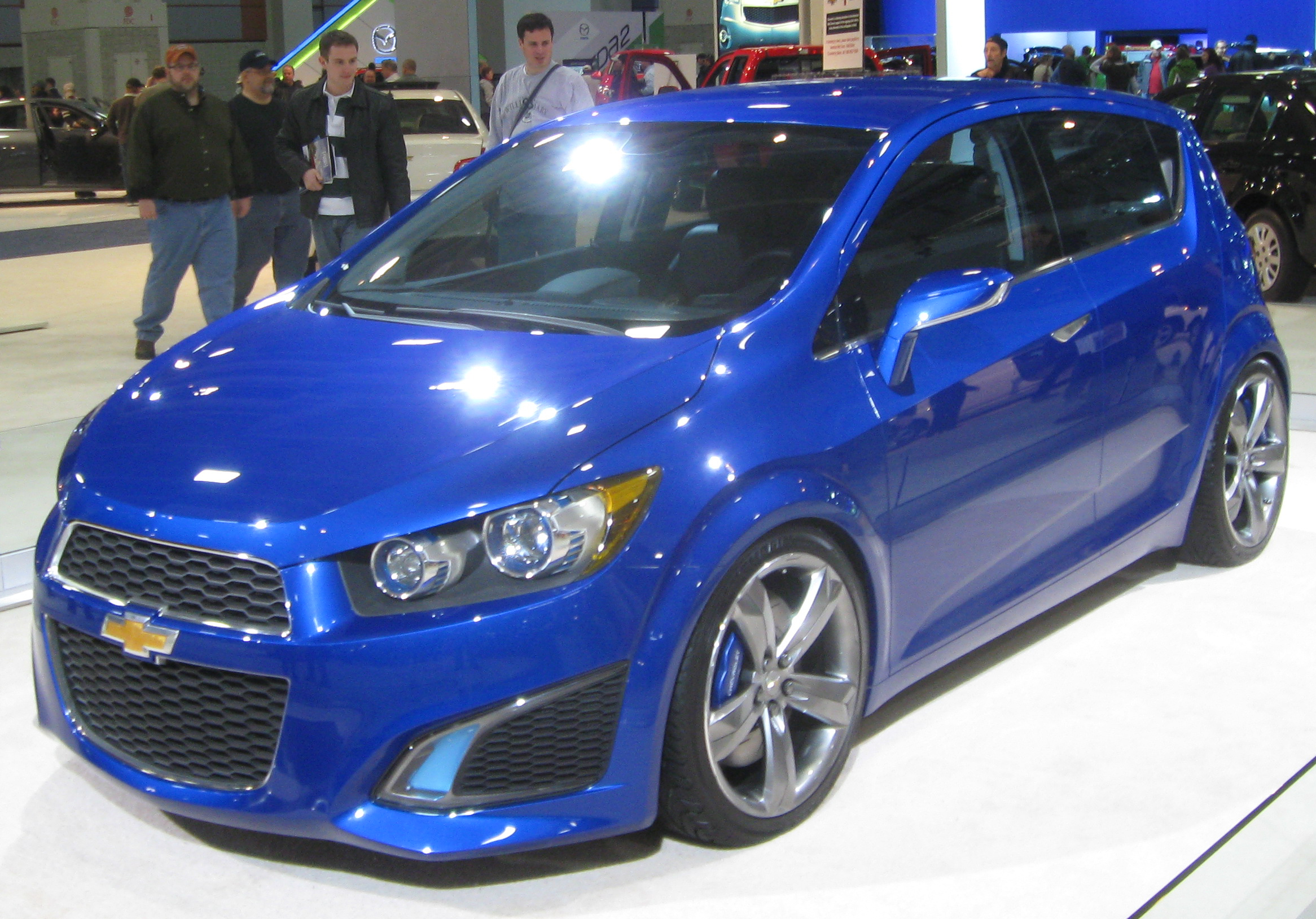
شيفروليه أفيو

منذ عشرينيات القرن الماضي فصاعدًا، حافظت شركة جنرال موتورز دائمًا على حوار داخلي حول ما ينبغي أن تكون عليه سياسات السيارات الاقتصادية والسيارات الصغيرة. غالبًا ما تتداخل اعتبارات الاقتصاد والحجم بشكل طبيعي، على الرغم من التمييز القوي دائمًا في القرن العشرين بين سياسات السوق الأمريكية وسياسات الأسواق الأخرى. كان للاقتصاد (بشكل ما) دائمًا طلب جيد في أي مكان، لكن تعريفه في الولايات المتحدة كان يعتبر منذ فترة طويلة مختلفًا عن ذلك في الأسواق الأخرى. من وجهة النظر هذه، لا يعني «الاقتصاد» في الولايات المتحدة «صغيرًا» بمعنى ما يعتبر «صغيرًا» خارج الولايات المتحدة. غالبًا ما ركزت مناقشة السياسة على موضوعات مثل الطلب الأعلى على السيارات الصغيرة حقًا في الأسواق غير الأمريكية. في الولايات المتحدة، وما إذا كان من المنطقي استيراد سيارة إلى بلد معين أو بنائها محليًا داخل هذا البلد، إما كنوع من الضربة القاضية أو باستخدام مصادر محلية واسعة النطاق حقًا. استحوذت جنرال موتورز على فوكسهول موتورز ليمتد (المملكة المتحدة، 1925) وآدم أوبل إيه جي (ألمانيا، 1929)، بدلاً من بدء شركات محلية جديدة للتنافس ضدها، على أساس التحليلات التي أقنعت مديري جنرال موتورز أن الحصول على مصنع محلي موجود كان أفضل قرار عمل. على الرغم من أن جنرال موتورز منذ عشرينيات القرن الماضي تقدم دائمًا نماذج اقتصادية في سوق الولايات المتحدة (بالنسبة لتعريف ذلك السوق في أي عقد معين)، وقد قامت بالبحث والتطوير في الأربعينيات والخمسينيات من القرن الماضي استعدادًا لأي ارتفاع محتمل للطلب القوي على السيارات الصغيرة حقًا في سوق الولايات المتحدة، تم انتقادها أيضًا على مدى عقود لعدم القيام بما يكفي لتعزيز كفاءة الوقود في سوق الولايات المتحدة في السبعينيات حتى التسعينيات. كان رد شركة جنرال موتورز أنها استجابت دائمًا لمتطلبات السوق وأن معظم الأمريكيين، على الرغم من أي شيء قالوا عكس ذلك، لم يطلبوا في الواقع (في وقت اتخاذ قرار الشراء) صغر الحجم أو كفاءة الوقود في سياراتهم إلى أي حد كبير أو دائم. على الرغم من أن بعض المستهلكين الأمريكيين توافدوا مؤقتًا على نموذج الاقتصاد في استهلاك الوقود كلما نشأت أزمات في إمدادات الوقود (مثل 1973 و1979)، فقد تدفقوا بنفس الحماس على سيارات الدفع الرباعي عندما كان الوقود الرخيص في الثمانينيات والتسعينيات يحميهم مؤقتًا من أي جانب سلبي لهذه الخيارات.[بحاجة لمصدر]
منذ عودة أسعار الوقود المرتفعة في 2000 و2010، تجدد اهتمام جنرال موتورز ببرامج السيارات الصغيرة حقًا لسوق الولايات المتحدة. كجزء من تطوير شركة جنرال موتورز، أعادت جنرال موتورز إحياء أحد مصانعها المعطلة في الولايات المتحدة لإنتاج سيارة صغيرة في أوريون، ميشيغان، مع خلق 1200 وظيفة. ستكون هذه هي المرة الأولى التي تنتج فيها جنرال موتورز سيارة صغيرة مدمجة في الولايات المتحدة منذ انتهاء إنتاج شيفروليه شيفيت في عام 1986. سيكون هذا المصنع المُعاد تجهيزه قادرًا على بناء 160 ألف سيارة سنويًا، بما في ذلك السيارات الصغيرة والمدمجة. بدأ الإنتاج في أواخر عام 2011 مع شيفروليه سونيك. أنهت جنرال موتورز إنتاج Sonic في Orion Assembly في 19 أكتوبر 2020 دون استبدال مباشر.

## المبادرات البيئية

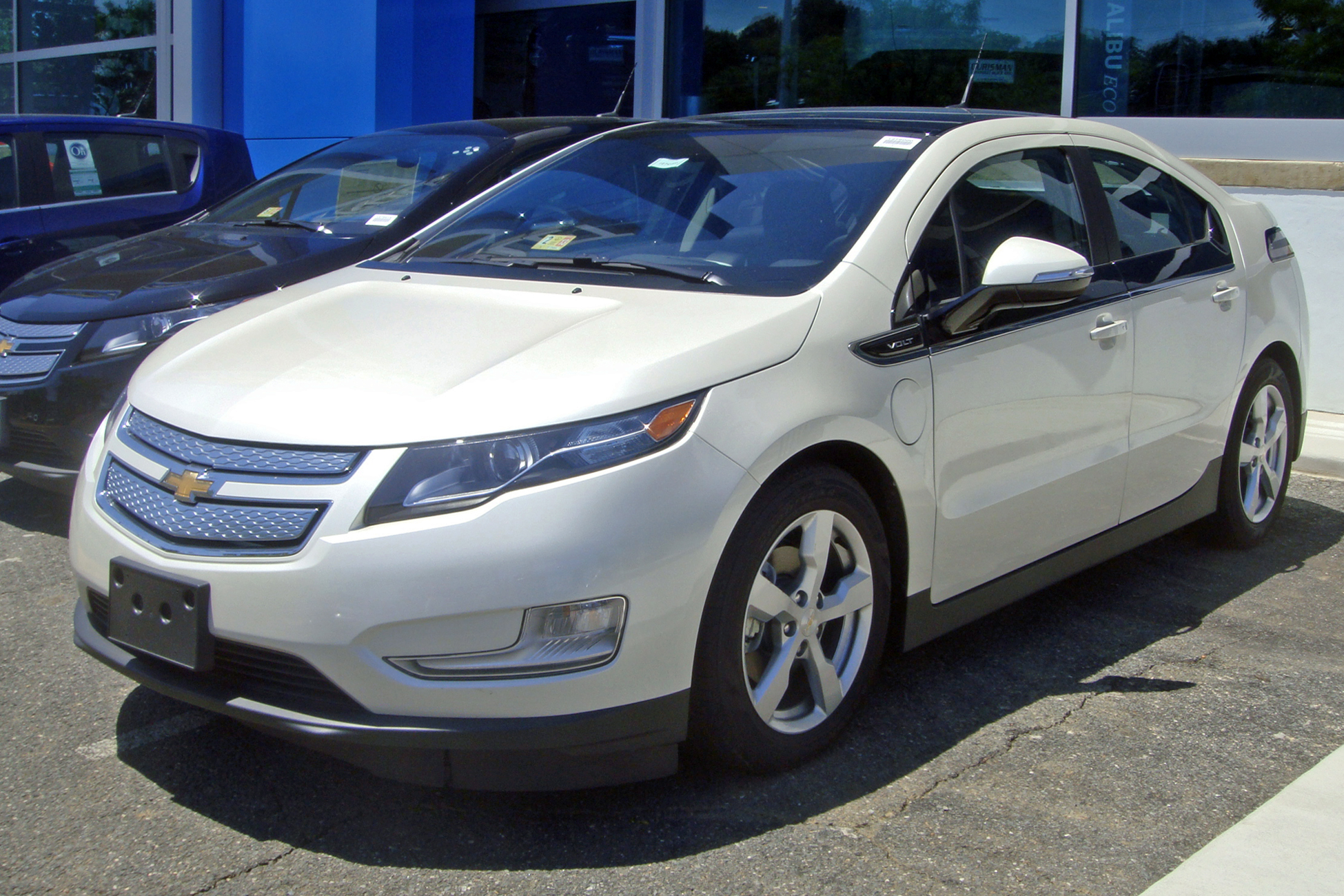
تُصنف شيفروليه فولت، وهي سلسلة هجينة تعمل بالكهرباء، على أنها السيارة الكهربائية الأكثر مبيعًا في الولايات المتحدة، حيث تم بيع 148556 سيارة حتى تشرين الأول 2018.

نشرت شركة جنرال موتورز مبادئ تتعلق بالبيئة ولديها موقع إلكتروني واسع لإعلام الجمهور. في عام 2008، التزمت جنرال موتورز بهندسة نصف مصانعها لتكون خالية من مدافن النفايات. من أجل تحقيق حالة خالية من مكبات النفايات، يتم إعادة تدوير نفايات الإنتاج أو إعادة استخدامها في عملية التصنيع.
تم تنفيذ أكبر تركيب للطاقة الشمسية على الأسطح في العالم في مصنع جنرال موتورز الأسباني سرقسطة Zaragoza للتصنيع في أواخر عام 2008. تبلغ مساحة تركيب سرقسطة للطاقة الشمسية حوالي 2,000,000 قدم مربع (190,000 متر مربع) في المصنع ويحتوي على حوالي 85,000 لوحة شمسية. تم إنشاء التثبيت وامتلاكه وتشغيله من قبل شركة Veolia Environment وClairvoyant Energy، اللتان استأجرتا منطقة السطح من جنرال موتورز. في عام 2011، استثمرت جنرال موتورز أيضًا 7.5 مليون دولار في شركة Sunlogics المزودة للألواح الشمسية، والتي ستقوم بتركيب الألواح الشمسية في منشآت جنرال موتورز.
عملت جنرال موتورز منذ فترة طويلة على مركبات التكنولوجيا البديلة، وقادت الصناعة بمركبات الوقود المرن التي تحرق الإيثانول والتي يمكن أن تعمل إما على E85 (الإيثانول) أو البنزين. كانت الشركة أول من استخدم الشواحن التوربينية وكانت من أوائل المؤيدين لمحركات V6 engines في الستينيات، لكنها فقدت الاهتمام بسرعة مع زيادة شعبية السيارات العضلية. أظهروا مركبات توربينية غازية تعمل بالكيروسين، وهو مجال اهتمام في جميع أنحاء الصناعة، لكنهم تخلوا عن تكوين المحرك البديل في ضوء أزمة النفط عام 1973. في السبعينيات والثمانينيات، دفعت جنرال موتورز فوائد محركات الديزل وتقنيات تعطيل الأسطوانات cylinder deactivation بنتائج كارثية بسبب ضعف المتانة في محركات الديزل أولدزموبيل وقضايا القيادة في محركات كاديلاك V8-6-4 متغيرة الأسطوانات. في عام 1987، قامت جنرال موتورز، بالاشتراك مع AeroVironment، ببناء Sunraycer، التي فازت في مسابقة World Solar Challenge الافتتاحية وكانت عرضًا يمثل التكنولوجيا المتقدمة. وجدت الكثير من التكنولوجيا من Sunraycer طريقها إلى السيارة الكهربائية النموذجية Impact (التي صنعتها أيضًا شركة AeroVironment) وكانت سلفًا لـ General Motors EV1.
دعمت جنرال موتورز نسخة تم التوصل فيها إلى حل وسط حول زيادة معيار الاقتصاد في استهلاك الوقود للشركات اختصارا (CAFE) من 27 إلى 35 ميلا في الغالون حسب المقياس الأمريكي الولايات المتحدة (8.7 إلى 6.7 لتر لكل 100 كم ؛ 32 إلى 42 ميلا في الغالون ‑ الإمبراطوري)، وهي أول زيادة من هذا القبيل في أكثر من 20 عاما. ألمحت جنرال موتورز إلى أنها لن تقدم المزيد من المكونات الهجينة القائمة على فولت Volt-based plug-in hybrids.
أعلنت الشركة علناً أنها ملتزمة بالاستثمار بكثافة في السيارات الكهربائية. وفقًا لنائب الرئيس التنفيذي للتطوير العالمي في جنرال موتورز، مارك رويس، ستضم مجموعة سيارات جنرال موتورز 20 طرازًا من السيارات الكهربائية بحلول عام 2023. وفي نوفمبر 2020، التزمت جنرال موتورز بزيادة الاستثمار الرأسمالي في السيارات الكهربائية إلى أكثر من نصف النفقات الرأسمالية الجديدة - بإجمالي 27 مليار دولار لأكثر من خمس سنوات.

### السيارات الكهربائية الهجينة

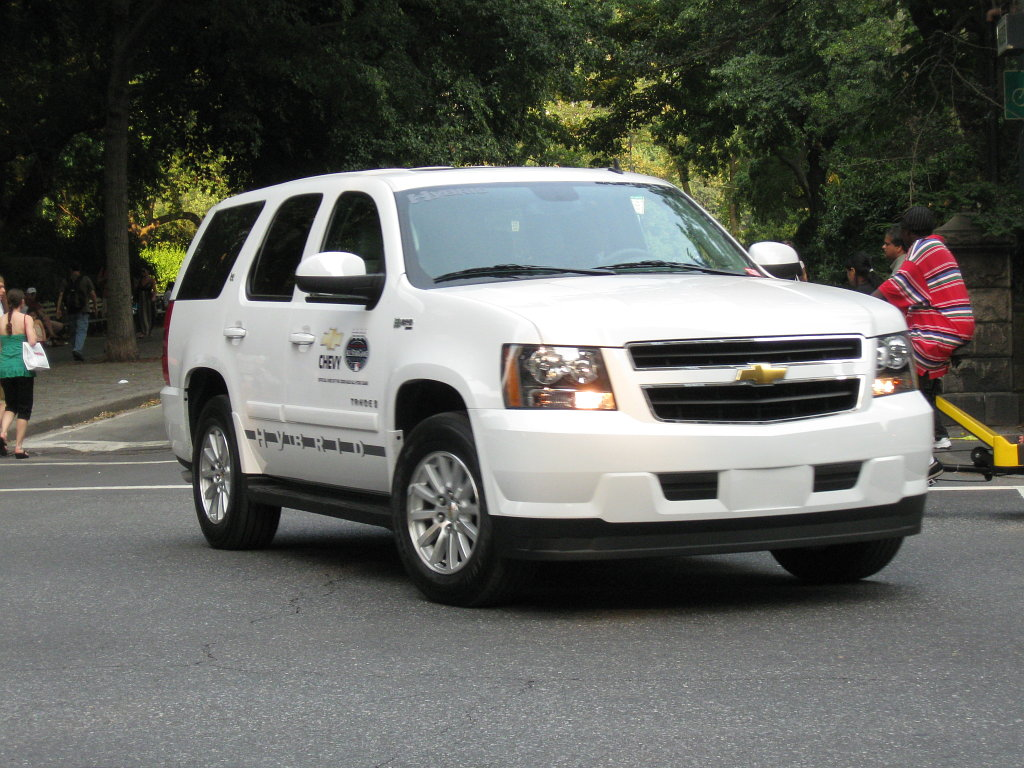
شيفروليه تاهو الكهربائية الهجينة

في مايو 2004، سلمت جنرال موتورز أول شاحنات بيك آب هجينة كبيرة الحجم في العالم، سيلفرادو/سييرا Silverado/Sierra سعة 1/2 طن. لم تستخدم هذه السيارات الهجينة الخفيفة mild hybrids الطاقة الكهربائية لأغراض الدفع، كما هو الحال في تصميمات جنرال موتورز اللاحقة. في عام 2005، تم تقديم سيارة مبتكرة أوبل آسترا ديزل هجين. كان خط Saturn Vue Green Line لعام 2006 أول سيارة ركاب هجينة من جنرال موتورز وهو أيضًا تصميم معتدل. ألمحت جنرال موتورز إلى استخدام تقنيات هجينة جديدة سيتم تحسينها لسرعات أعلى في القيادة على الطرق السريعة.[بحاجة لمصدر]
عرضت جنرال موتورز النظام الهجين ثنائي الوضع 2mode hybrid في سيارات شيفروليه تاهو / جي إم سي يوكون / كاديلاك إسكاليد 2008-2013، وشاحنات GM بيك آب نصف طن 2009-2013. تم استخدام هذه التقنية الهجينة، التي تم تطويرها بالاشتراك مع ديملر كريسلر DaimlerChrysler وبي إم دبليو BMW، لأول مرة بواسطة جنرال موتورز في مجموعة نقل الحركة الهجينة التي تعمل بالديزل والكهرباء (المصنعة بواسطة Allison Transmission) لحافلات النقل، بدءًا من عام 2004.

### السيارة الكهربائية ذات المدى الطويل

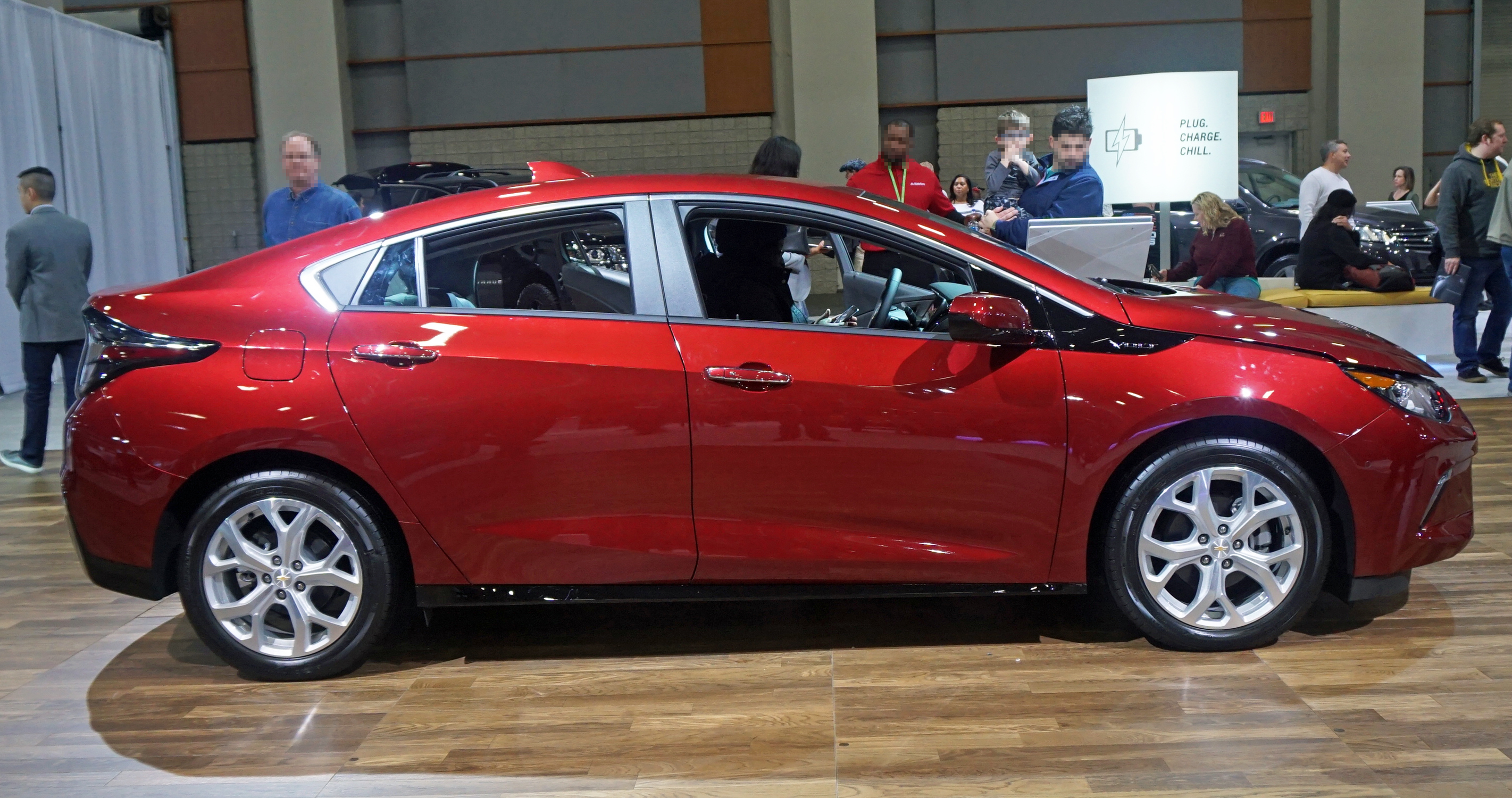
الجيل الثاني من سيارة شيفروليه فولت Chevrolet Volt

في إطار استراتيجيتها لكهربة السيارة، قدمت جنرال موتورز شيفروليه فولت Chevrolet Volt في عام 2010 كمركبة كهربائية طويلة المدى (EREV)، وهي مركبة كهربائية مزودة بمولدات احتياطية تعمل بالبنزين، أو سلسلة هجينة. كان إنتاج شيفروليه فولت متاحًا في أواخر عام 2010 كنموذج 2011 مع توفر محدود. قامت جنرال موتورز بتسليم أول سيارة فولت Volt خلال كانون الأول 2010. تم إطلاق الجيل الثاني من شيفروليه فولت second-generation Chevrolet Volt في الولايات المتحدة وكندا في تشرين أول 2015. يحتوي الجيل الثاني على نظام نقل حركة مطور ونظام بطارية محسّن زاد من النطاق الكهربائي الكامل all-electric range إلى 53 ميلاً (85 كم) بدلا من 38 ميلاً (61 كم). توقفت جنرال موتورز عن إنتاج Volt في مارس 2019. اعتبارًا من تشرين أول 2018، بلغ إجمالي مبيعات عائلة Volt / Ampera العالمية حوالي 177000 وحدة منذ إنشائها في ديسمبر 2010، بما في ذلك أكثر من 10000 سيارة Opel / Vauxhall Amperas التي تم بيعها في أوروبا حتى ديسمبر 2015. صنفت عائلة سيارات Volt على أنها الأفضل مبيعا في جميع الأوقات في العالم بالنسبة للسيارات الهجينة حتى أيلول 2018، وهي أيضًا ثالث أفضل سيارة كهربائية مبيعًا في التاريخ بعد Nissan Leaf التي بيع منها (375000) سيارة، وطراز Tesla Model S التي بيع منها (253000) سيارة، اعتبارًا من تشرين أول 2018. شيفروليه فولت هي أيضًا السيارة الكهربائية الأكثر مبيعًا في الولايات المتحدة، حيث تم تسليم 148556 سيارة منها حتى تشرين أول 2018.

### السيارات الكهربائية بالكامل

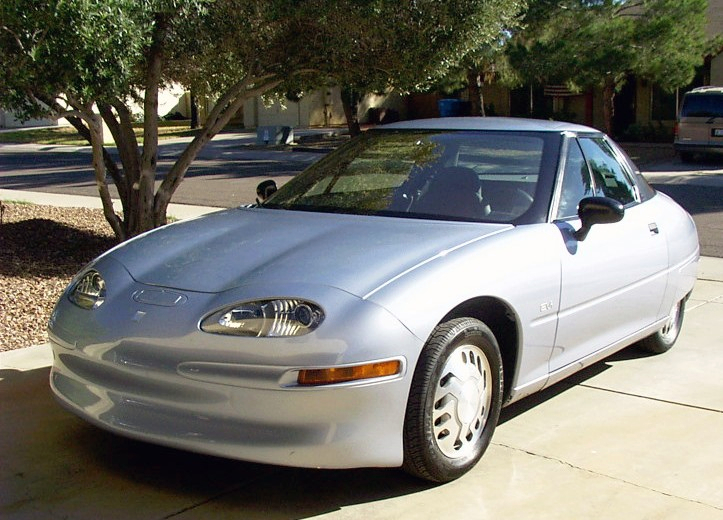
طرحت شركة جنرال موتورز سيارة إيه في واحد EV1 الكهربائية بالكامل في كاليفورنيا في عام 1996

كانت جنرال موتورز أول شركة (في العصر الحديث) تطلق سيارة كهربائية بالكامل. في عام 1990، طرحت جنرال موتورز السيارة النموذجية "Impact" في معرض لوس أنجلوس للسيارات. كانت أول سيارة بدون انبعاثات يتم تسويقها في الولايات المتحدة منذ أكثر من ثلاثة عقود. تم إنتاج التأثير في النهاية باسم EV1 لعام 1996. كان متاحًا من خلال التجار الموجودين في مناطق قليلة فقط (على سبيل المثال، كاليفورنيا وأريزونا وجورجيا). تم تأجير المركبات بدلاً من بيعها للأفراد. في عام 1999 قررت جنرال موتورز وقف إنتاج المركبات. عندما تنتهي عقود الإيجار الفردية، رفضوا تجديد عقود الإيجار أو السماح للمؤجرين بشرائها. أعيدت جميع مركبات EV1 في النهاية إلى جنرال موتورز، وباستثناء عدد قليل تم التبرع به للمتاحف، تم تدميرها جميعًا. الفيلم الوثائقي من قتل السيارة الكهربائية؟ ?Who Killed the Electric Car غطت قصة EV1.
كان إلغاء EV1 محبطًا لآمال مؤيدي السيارات الكهربائية. في عام 2010، طرحت جنرال موتورز سيارة شيفروليه فولت Chevrolet Volt، وهي سيارة كهربائية هجينة تعمل بالكهرباء مع مولدات احتياطية تعمل بالبنزين (سيارة كهربائية ممتدة المدى range-extended electric vehicle). صنعت شركة جنرال موتورز نموذجًا أوليًا لمركبة كهربائية ذات مقعدين باستخدام Segway. نموذج أولي مبكر لمركبة التنقل الحضري الشخصي وإمكانية الوصول Personal Urban Mobility and Accessibility vehicle - أطلق عليها اسم مشروع Project P.U.M.A - تم تقديمه في نيويورك في معرض نيويورك الدولي للسيارات 2009. في أكتوبر 2011، قدمت جنرال موتورز شيفروليه سبارك إيه في Chevrolet Spark EV، وهي نسخة كهربائية بالكامل all-electric من الجيل الثالث من شفروليه سبارك، مع توافر محدود في أسواق الولايات المتحدة والأسواق العالمية. بدأت جنرال موتورز كوريا في تصنيع وبيع سيارة سبارك EV محليًا في عام 2013. تم الكشف عن نسخة الإنتاج في معرض لوس أنجلوس للسيارات 2012. في إطار إستراتيجية جنرال موتورز للكهرباء، فإن Spark EV هي أول سيارة ركاب كهربائية بالكامل يتم تسويقها بواسطة جنرال موتورز في الولايات المتحدة منذ توقف EV1 في عام 1999. تم إطلاق Spark EV في الولايات المتحدة في أسواق مختارة في كاليفورنيا وأوريجون في يونيو 2013. بدأت مبيعات التجزئة في كوريا الجنوبية في أكتوبر 2013. وتخطط جنرال موتورز أيضًا لبيع Spark EV بكميات محدودة في كندا واختيار أسواق أوروبية.

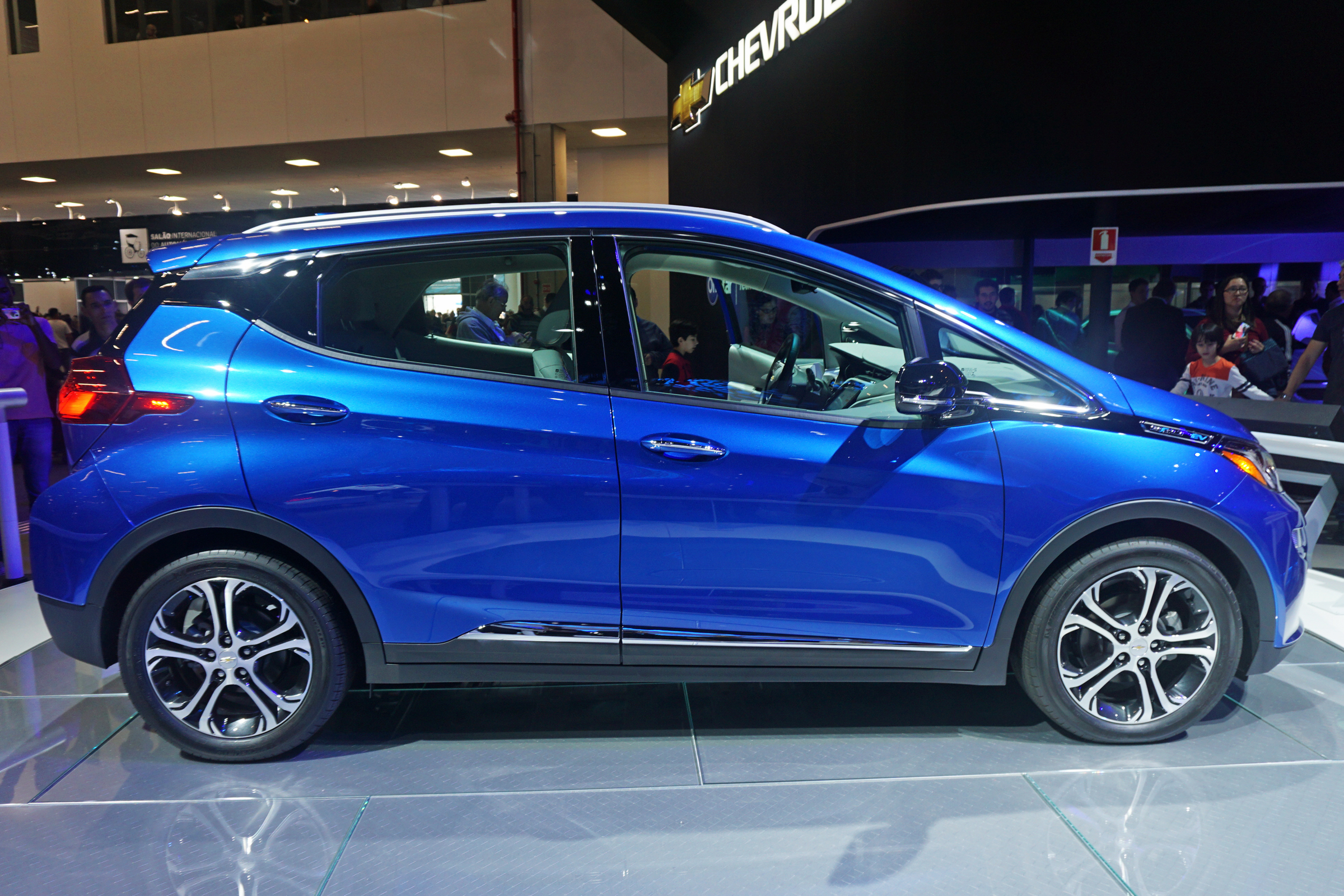
طرحت جنرال موتورز سيارة شيفروليه بولت إيه في Chevrolet Bolt EV الكهربائية بالكامل في كاليفورنيا عام أواخر 2016

بدأت جنرال موتورز إنتاج سيارة شفروليه بولت إيه في Chevrolet Bolt EV الكهربائية في أكتوبر 2016، وهي أول سيارة كهربائية بالكامل all-electric car في السوق الشامل يصل مداها إلى أكثر من 200 ميل (320 كم). من المقرر أن تبدأ عمليات التسليم في كاليفورنيا في أواخر عام 2016. وسيتم إطلاق السيارة في جميع الولايات الأمريكية الخمسين ويتوقع المحللون بيع حوالي 30 ألف وحدة سنويًا، على الرغم من أن جنرال موتورز نفسها لم تؤكد هذه التقديرات. تم تصنيع حزمة البطارية ومعظم مكونات نظام الدفع بواسطة LG وتم تجميعها في مصنع Lake Orion التابع لشركة جنرال موتورز.
في آذار 2019، أعلنت الشركة أنها ستبدأ إنتاج طراز EV جديد في بحيرة أوريون لكنها رفضت تقديم تفاصيل حول السيارة في ذلك الوقت. في مايو 2019، تلقت شركة جنرال موتورز معارضة بشأن خطتها لإطلاق أسطول يصل إلى 2500 سيارة كهربائية معدلة من طراز شيفروليه بولت modified Chevrolet Bolt. خططت الشركة لإطلاق هذه المركبات بحلول الربع الرابع من عام 2019 كجزء من مبادراتها لبناء أسطول ذاتي القيادة خاضع للتحكم.
في كانون أول 2020، أعلنت جنرال موتورز عن عودة لوحة هامر Hummer كسلسلة من السيارات الكهربائية ليتم بيعها من داخل مجموعة جي إم سي بورتفوليو GMC portfolio المعروفة باسم جي إم سي هامر إي في GMC Hummer EV. سيُطرح بيع السيارة الأولى، وهي نسخة شاحنة بيك آب، في أواخر عام 2021 بقوة تزيد عن 1000 حصان، وستتبعها سيارة دفع رباعي في وقت ما في 2022-2023.
في أيلول 2020، أعلنت جنرال موتورز عن شراكة مع شركة نيكولا Nikola Corporation لتصميم وتصنيع مركبة نيكولا بادجر Nikola Badger Vehicle الخاصة بها. سمحت الشراكة لجنرال موتورز بالاستحواذ على 11٪ من الأسهم في الشركة العامة، بقيمة ملياري دولار من الأسهم المصدرة حديثًا. سيتم بيع البادجر Badger وتسويقه وتوسيمه على أنه أحد منتجات نيكولا Nikola. ومع ذلك، ستستخدم تقنية بطاريات Ultium من جنرال موتورز، بالإضافة إلى جعل جنرال موتورز موردًا حصريًا لخلايا الوقود لجميع شاحنات نيكولا من الفئة 7/8.

### حزم البطاريات للسيارات الكهربائية
تصنع جنرال موتورز البطاريات في جنوب ميشيغان. كما أنشأت جنرال موتورز أيضًا مختبرًا لبطاريات السيارات في ميشيغان. ستكون جنرال موتورز مسؤولة عن أنظمة إدارة البطاريات وإلكترونيات الطاقة، والإدارة الحرارية، فضلاً عن تجميع العبوات. تم اختيار منشأة جنرال موتورز الموجودة في بلدة براونستاون ليتم ترقيتها كمصنع لحزم البطاريات. قامت شركة كومباكت باور أوف تروي بولاية ميشيغان التابعة لشركة إل جي كيم في الولايات المتحدة LG Chem's U.S. subsidiary, Compact Power of Troy ببناء حزم النماذج الأولية لمركبات التطوير وستستمر في تقديم دعم التكامل والعمل كجهة اتصال للبرنامج.

### مبادرة الهيدروجين

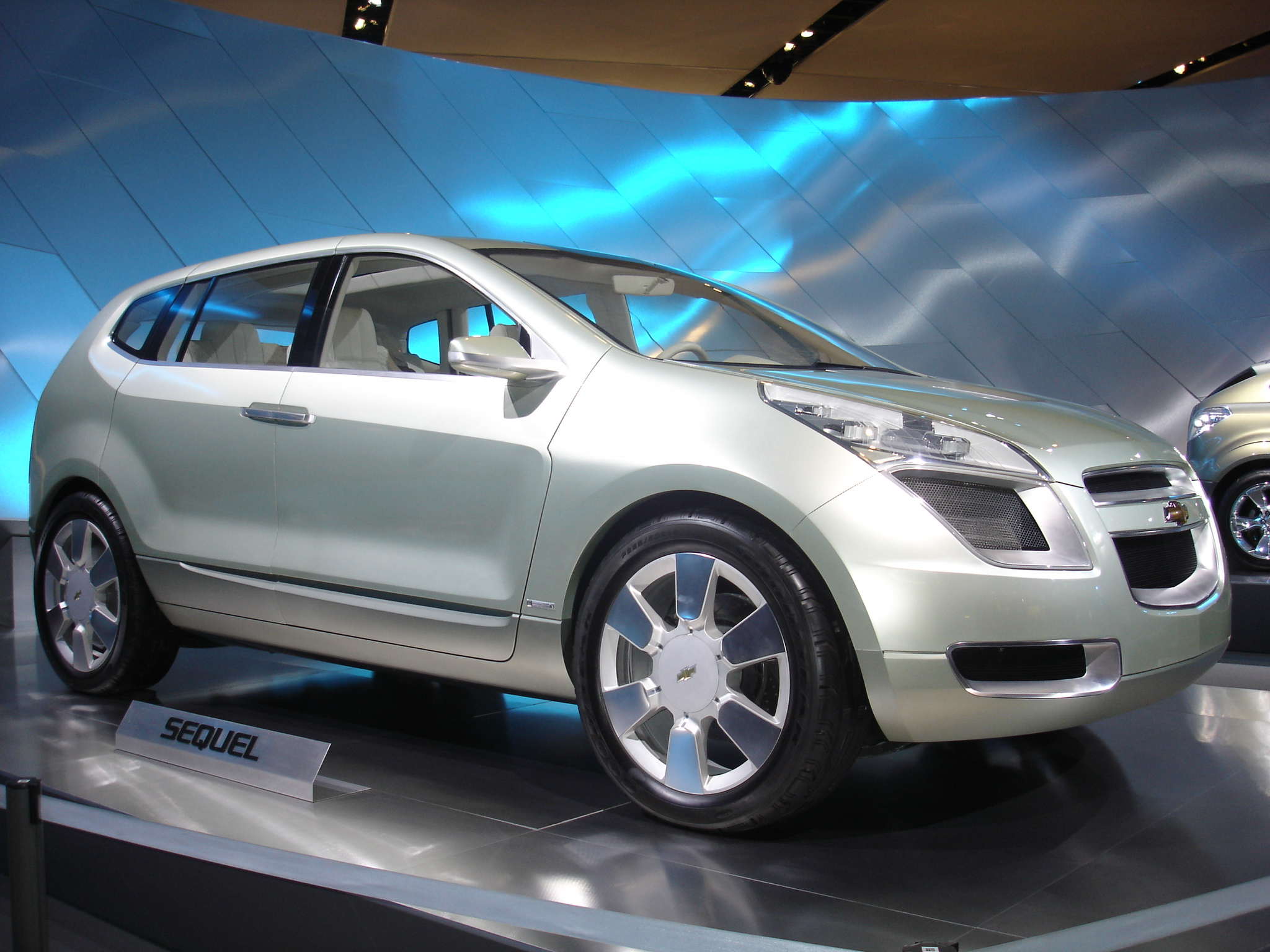
سيارة سيكول Sequel العاملة بخلايا الوقود من جنرال موتورز

يُنسب الفضل إلى جنرال موتورز إلكتروفان Electrovan عام 1966 في كونها أول سيارة تعمل بخلايا وقود الهيدروجين hydrogen fuel cell car على الإطلاق. على الرغم من أن خلايا الوقود كانت موجودة منذ أوائل القرن التاسع عشر، إلا أن جنرال موتورز كانت أول من استخدم خلية وقود، مزودة باليونيون كاربايد، لتشغيل عجلات السيارة باستهلاك ميزانية تقدر «بملايين الدولارات». في عام 2002، أفيد أن جنرال موتورز أنفقت حوالي 100 مليون دولار سنويًا في البحث والتطوير لمركبة خلايا الوقود. في يونيو 2007، قال لاري بيرنز، نائب رئيس البحث والتطوير، إنه لم يكن مستعدًا بعد ليقول بالضبط متى سيتم إنتاج مركبات الهيدروجين بكميات كبيرة، لكنه قال إن ذلك يجب أن يحدث قبل عام 2020، العام الذي توقعه العديد من الخبراء. قال «أنا متأكد من أنني سأصاب بخيبة أمل إذا لم نكن هناك» قبل 2020.
في 2 تموز 2013، أعلنت جنرال موتورز GM وهوندا Honda عن شراكة لتطوير أنظمة خلايا الوقود وتقنيات تخزين الهيدروجين للإطار الزمني لعام 2020. جنرال موتورزGM وهوندا Honda هما الرائدتان في تكنولوجيا خلايا الوقود، حيث احتلتا المرتبة الأولى والثانية على التوالي، في إجمالي براءات اختراع خلايا الوقود المودعة بين عامي 2002 و2012، مع أكثر من 1200 براءة اختراع موزعة بين هاتين الشركتين وفقًا لمؤشر نمو براءات اختراع الطاقة النظيفة.

### مركبات الوقود المرن

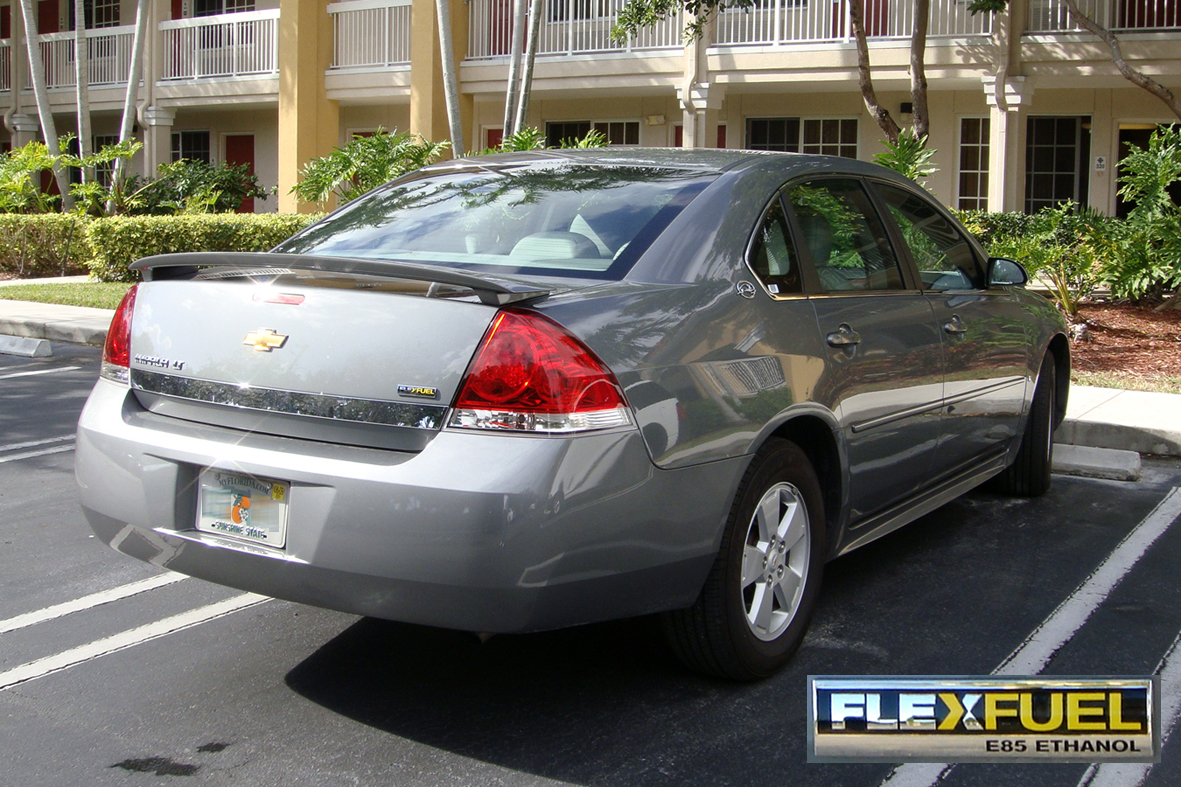
سيارة الوقود المرن FlexFuel (تعمل بالبنزين والإيتانول E85) شيفروليه إمبالا إل تي من جنرال موتورز عام 2009 (الولايات المتحدة الأمريكية)

تنتج جنرال موتورز العديد من مركبات الوقود المرن التي يمكن أن تعمل على وقود الإيتانول إي خمس وثمانون E85 ethanol fuel أو البنزين gasoline، أو أي مزيج من الاثنين. منذ عام 2006، بدأت جنرال موتورز تتميز بغطاء غاز أصفر لامع bright yellow gas cap لتذكير السائقين بقدرات E85.
جنرال موتورز هي الشركة الرائدة في مركبات الوقود المرن E85، مع أكثر من 6 ملايين سيارة FlexFuel على الطريق في الولايات المتحدة في عام 2010، تعهدت جنرال موتورز بأن يكون أكثر من نصف إنتاجها السنوي من المركبات من E85 أو وقود الديزل الحيوي biodiesel بحلول عام 2012. اعتبارًا من 2012 تقدم 20 سيارة وشاحنة وقود مرن FlexFuel والتي تدعم الإيثانول في الولايات المتحدة، وتقدم طرازات سيارات الوقود المرن FlexFuel أكثر من أي صانع سيارات آخر.

### هيدروتيك للمركبات العسكرية
جنرال موتورز ديفينس هو قسم جنرال موتورز الذي يستفيد من أنظمة الدفع propulsion التكنولوجية المتقدمة من جنرال موتورز، بما في ذلك خلايا الوقود هيدروتيك Hydrotec وبطاريات جولتيك Jouletec لمجموعة متنوعة من التطبيقات العسكرية بما في ذلك المنصات الكهربائية المستقلة autonomous electric platforms وشاحنات خلايا الوقود المرن المحولة للاستخدام العسكري

## الأعمال الخيرية
منذ عام 1994، تبرعت جنرال موتورز بأكثر من 23 مليون دولار نقدًا ومركبات إلى منظمة حفظ الطبيعة Nature Conservancy، كما أن التمويل من جنرال موتورز يدعم العديد من مشاريع الحفظ.
في عام 1996، دخلت GMC في شراكة مع صناعة الأزياء كجزء من GM / CFDA Concept: Cure، وهو تعاون بين جنرال موتورز وصناعة الأزياء لجلب الوعي وجمع الأموال لسرطان الثدي. شارك في البرنامج خمسة مصممين، أقرض كل منهم مواهبه الفنية لتخصيص خمس سيارات مختلفة. تم تكليف نيكول ميلر وريتشارد تايلر وآنا سوي وتود أولدهام ومارك آيزن بتحويل كاديلاك STS وبويك ريفييرا وجي إم سي يوكون وأولدزموبيل برافادا وشيفروليه كامارو Z28 على التوالي. تم بيع السيارات بعد ذلك بالمزاد العلني مع العائدات المقدمة إلى مركز نينا هايد في معرض لوس أنجلوس للسيارات في عام 1997.
منذ عام 1997، كانت مؤسسة جنرال موتورز مصدرًا لتمويل برنامج ربط حزام الأمان من أجل سلامة الطفل Safe Kids Buckle Up التابع لشركة Safe Kids USA، وهي مبادرة وطنية لضمان سلامة الأطفال ضمن السيارات من خلال التعليم والتفتيش.
خلال عام 2002، قدم برنامج جوائز بيس PACE، بقيادة GM وEDS وSUN Microsystems، أكثر من 1.2 مليار دولار من المساهمات العينية التي تشمل أجهزة كمبيوتر لأكثر من 18 جامعة لدعم التعليم الهندسي. في عام 2009، ساعدت المجموعة التي تقودها جنرال موتورز برنامج جوائز بيس PACE في جميع أنحاء العالم.
في عام 2004، قدمت جنرال موتورز 51.200.000 دولار من التبرعات النقدية و17.200.000 دولار من التبرعات العينية لأسباب خيرية.
تتلقى مؤسسة جنرال موتورز General Motors Foundation وصايا خيرية من جنرال موتورز. إنها مؤسسة خيرية تأسست في عام 1976.
في 21 آذار 2020، بسبب جائحة COVID-19، بدأت جنرال موتورز العمل مع Ventec Life Systems لإنتاج أجهزة التنفس الصناعي. صرحت ماري بارا Mary Barra، الرئيس التنفيذي لشركة جنرال موتورز، بقولها: «إننا نعمل عن كثب مع Ventec لتوسيع نطاق إنتاج منتجاتها التنفسية المهمة للغاية لدعم بلادنا في مكافحة جائحة COVID-19 pandemic». وفقًا للبيان، سوف تستعير شركة Ventec موارد جنرال موتورز وتستخدم خبراتها لبناء أجهزة تهوية جديدة بسرعة.

## العلامة التجارية
| العلامة التجارية | سنة التأسيس | سنة البدء بصنع السيارات | سنة الانضمام لشركة جنرال موتورز GM | الأسواق التي تخدمها اليوم                                                      |
| ---------------- | ----------- | ----------------------- | ---------------------------------- | ------------------------------------------------------------------------------ |
| Chevrolet        | 1911        | 1911                    | 1918                               | الأمريكتان، الصين، الشرق الأوسط، رابطة الدول المستقلة، كوريا الجنوبية، الفلبين |
| Buick            | 1899        | 1903                    | 1908                               | الصين، أمريكا الشمالية                                                         |
| GMC              | 1900        | 1900                    | 1909                               | أمريكا الشمالية، الشرق الأوسط                                                  |
| Cadillac         | 1902        | 1902                    | 1909                               | أمريكا الشمالية والشرق الأوسط والصين واليابان وكوريا الجنوبية وأوروبا          |
| Holden           | 1856        | 1908                    | 1931                               | أستراليا ونيوزيلندا                                                            |
| Baojun           | 2010        | 2010                    | 2010                               | الصين                                                                          |
| Jiefang          | 2011        | 2011                    | 2011                               | الصين                                                                          |
| Wuling           | 2002        | 2002                    | 2002                               | الصين، اندونيسيا                                                               |

نظرًا لأنها خرجت من الإفلاس وإعادة تنظيم الشركة في عام 2010، قامت جنرال موتورز ببناء محفظة علامتها التجارية brand portfolio (هندسة العلامة التجارية brand architecture). تم إيقاف بعض لوحات الأسماء مثل Pontiac وSaturn وHummer والعلامات التجارية الخدمية مثل Goodwrench. تم بيع آخرين، مثل صعب Saab. توقفت ممارسة وضع «علامة التميز لجنرال موتورز GM Mark of Excellence» على كل سيارة، بغض النظر عن العلامة التجارية، في أغسطس 2009. لقد انتقلت الشركة من البنية المعمارية للعلامة التجارية الهجينة المدعومة من الشركة، حيث عززت جنرال موتورز كل علامة تجارية لهيكل بنية العلامة التجارية غير المرئية المتعددة للشركات. تمت إزالة «الشارة» الزرقاء المربعة المألوفة للشركة من موقع الويب والإعلان، لصالح معالجة شعار جديد ودقيق لجميع الشعارات على موقعها في الولايات المتحدة ؛ لا يزال الموقع الكندي يحتفظ بـ «الشارة» الزرقاء. في عام 2011، أوقفت جنرال موتورز ماركة دايو في كوريا الجنوبية واستبدلت بعلامة شفروليه التجارية. تمتلك جنرال موتورز حوالي 96٪ من شركة جنرال موتورز كوريا GM Korea من (2011 إلى الوقت الحاضر) التي تصمم وتنتج بشكل أساسي سيارات تحمل علامتي شفروليه وهولدن. تمتلك جنرال موتورز حوالي 25٪ من شركة جنرال موتورز أوزبكستان GM Uzbekistan من (2008 حتى الآن) التي تنتج سيارات رافون وشيفروليه ودايو.في عام 2020، بدأت جنرال موتورز في التخلص التدريجي من علامة هولدن التجارية في أستراليا ونيوزيلندا، بسبب سوء الاستقبال ومبيعات أوبل Opel للسيارة المبنية ZB Holden Commodore. توقف بيع السيارات في منتصف عام 2020 [بحاجة لمصدر]، وأخيراً سيتوقف العمل اعتبارًا من 1 كانون الثاني 2021 [بحاجة لمصدر]. إن العمليات، مثل الخدمة والضمانات الممتدة على مدى السنوات العشر القادمة سيتم تكريم. كما سحبت جنرال موتورز ماركة شيفروليه من تايلاند.

## النزاعات العمالية

### إضراب فلينت

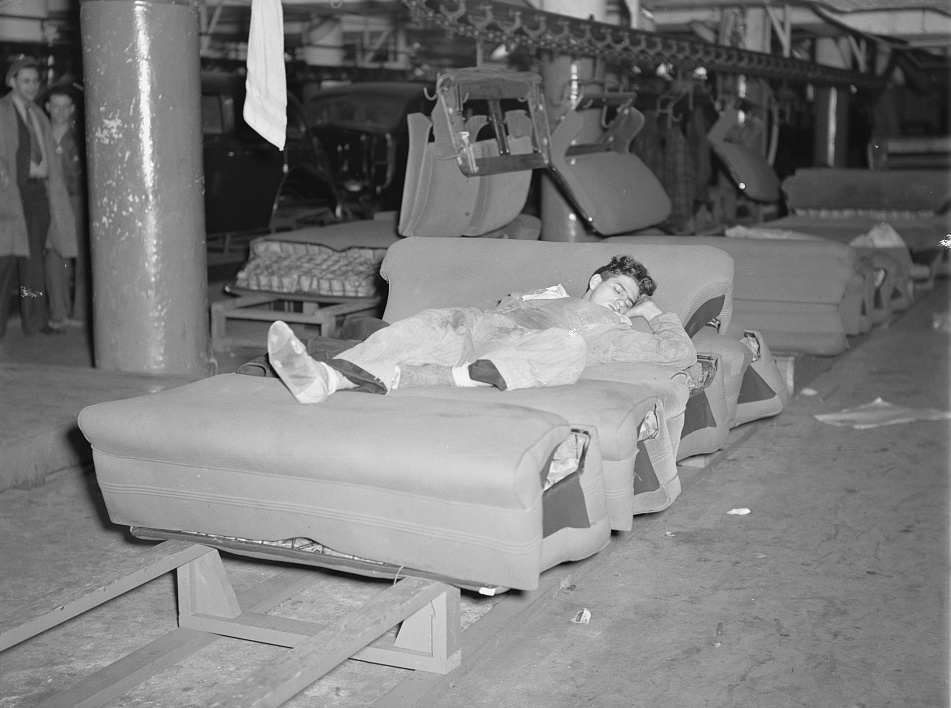
شاب مضرب من واجب الحراسة نائمًا على خط تجميع مقاعد السيارات

أدى إضراب فلينت Flint sit-down strike في 1936-1937 ضد شركة جنرال موتورز إلى تغيير اتحاد عمال السيارات المتحدين United Automobile Workers اختصارا (UAW) من مجموعة من السكان المحليين المعزولين على هامش الصناعة إلى نقابة عمالية كبيرة وأدى إلى اتحاد صناعة السيارات المحلية في الولايات المتحدة.
بعد المؤتمر الأول لاتحاد عمال السيارات في عام 1936، قرر الاتحاد أنه لا يمكنه البقاء على قيد الحياة من خلال تنظيم حملات مجزأة في المصانع الأصغر، كما حدث في الماضي، ولكن يمكنه تنظيم صناعة السيارات فقط من خلال ملاحقة أكبر وأقوى صاحب عمل. شركة جنرال موتورز، مع التركيز على مجمع إنتاج جنرال موتورز في فلينت بولاية ميشيغان.
كان التنظيم في فلينت خطة صعبة وخطيرة. سياسة المدينة التي تسيطر عليها جنرال موتورز في فلينت وتراقب عن كثب الغرباء. وفقًا لـ ويندهام مورتيمر، ضابط اتحاد عمال السيارات المتحدين UAW المكلف بحملة التنظيم في فلينت، تلقى تهديدًا بالقتل من قبل متصل مجهول عندما زار فلينت في عام 1936. كما احتفظت جنرال موتورز بشبكة واسعة من الجواسيس في جميع أنحاء مصانعها. أجبر هذا أعضاء اتحاد عمال السيارات المتحدين UAW على الاحتفاظ بأسماء الأعضاء الجدد في السر ومقابلة العمال في منازلهم.
أثناء دراسة اتحاد عمال السيارات المتحدين UAW لهدفها، اكتشفت أن جنرال موتورز لديها مصنعان فقط ينتجان القوالب(1) dies والتي يتم ختم مكونات هيكل السيارة فيها: أحدهما في فلينت والذي ينتج أجزاء Buicks وPontiacs وOldsmobile، والآخر في كليفلاند والذي ينتج قطع غيار شيفروليه.

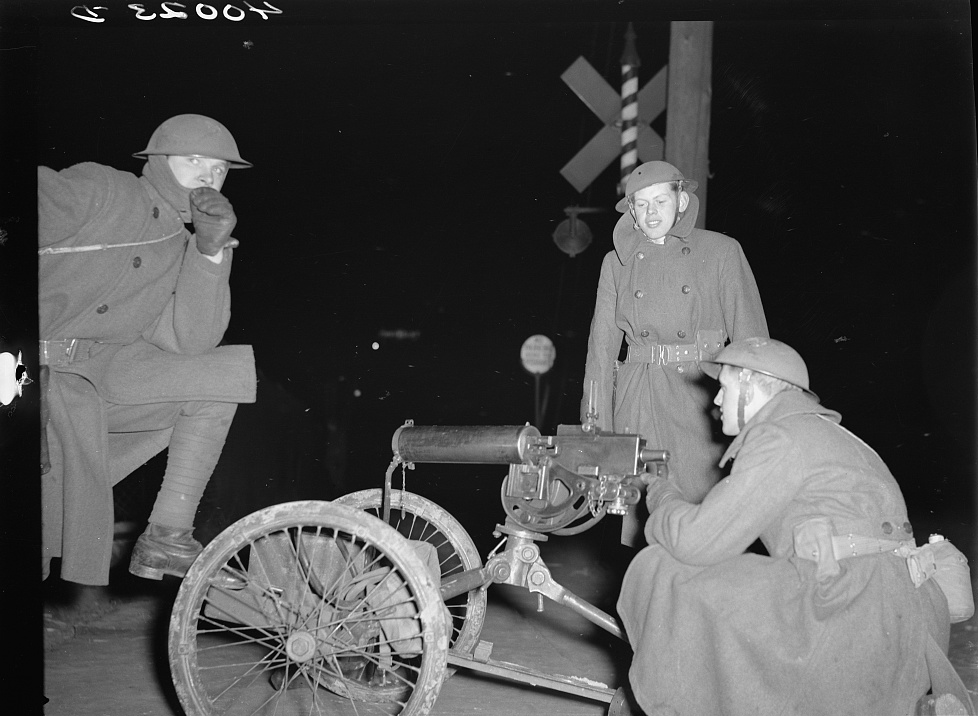
الحرس الوطني مع مدافع رشاشة تطل على مصانع شيفروليه رقم تسعة ورقم أربعة

بينما دعا اتحاد عمال السيارات المتحدين للاعتصام في فلينت، حاولت الشرطة المسلحة بالبنادق والغاز المسيل للدموع دخول مصنع فيشر بودي 2 Fisher Body في 11 كانون الثاني 1937. وقام المضربون داخل المصنع برشقهم بالمفصلات والزجاجات والبراغي. في ذلك الوقت، دعم نائب الرئيس جون نانس غارنر التدخل الفيدرالي لكسر إضراب فلينت، لكن هذه الفكرة رفضها الرئيس فرانكلين دي روزفلت. حث الرئيس جنرال موتورز على تمييز اتحاد حتى يمكن إعادة فتح المصانع. انتهى الإضراب بعد 44 يومًا.
أجبر هذا التطور جنرال موتورز على التفاوض مع الاتحاد. جون إل. لويس، رئيس اتحاد عمال المناجم ومؤسس وزعيم مؤتمر المنظمات الصناعية، تحدث عن اتحاد عمال السيارات المتحدين UAW في تلك المفاوضات ؛ تم إرسال رئيس اتحاد عمال السيارات المتحدين UAW السيد هومر مارتن في جولة محاضرة لإبعاده عن الطريق. رفض ممثلو جنرال موتورز أن يجلسوا في نفس الغرفة مع اتحاد عمال السيارات المتحدين UAW، لذلك عمل الحاكم فرانك ميرفي كساعي ووسيط بين المجموعتين. أرسل الحاكم مورفي الحرس الوطني الأمريكي، ليس لطرد المضربين، بل لحمايتهم من الشرطة ومفسدي إضرابات الشركات. توصل الطرفان أخيرًا إلى اتفاق في 11 فبراير 1937، على اتفاقية من صفحة واحدة اعترفت باتحاد عمال السيارات المتحدين UAW كممثل تفاوض حصري لموظفي جنرال موتورز والذين كانوا أعضاء في الاتحاد للأشهر الستة التالية.

### إضراب الأداة والقالب عام 1939
كانت إضراب الأداة والقالب Tool and die strike عام 1939، المعروف أيضًا باسم «إضراب الإستراتيجية»، محاولة ناجحة في نهاية المطاف من قبل اتحاد عمال السيارات المتحدين (UAW) ليتم الاعتراف به كممثل وحيد لعمال جنرال موتورز. بالإضافة إلى حقوق التمثيل، سعى اتحاد عمال السيارات المتحدين UAW، بالتعاون مع كونغرس المنظمات الصناعية (CIO)، إلى حل المظالم الحالية للعمال المهرة.

### إضراب اتحاد عمال السيارات المتحدين (UAW) في 1945-1946
من 21 تشرين ثاني 1945، حتى 13 مارس 1946 (113 يومًا)، قام اتحاد عمال السيارات المتحدين (UAW) المتعاون مع كونغرس المنظمات الصناعية بتنظيم «320.000 عامل بالساعة hourly workers» لتشكيل إضراب على مستوى الولايات المتحدة ضد شركة جنرال موتورز، استخدم العمال تكتيك إضراب الاعتصام sit down strike. كان «الإضراب الأطول ضد مصنع كبير» الذي شهده اتحاد عمال السيارات المتحدين UAW حتى الآن، وكان أيضًا «أطول إضراب وطني لجنرال موتورز في تاريخها.» بصفته مديرًا لإدارة جنرال موتورز في اتحاد عمال السيارات المتحدين UAW (منسق العلاقات النقابية مع جنرال موتورز)، اقترح والتر روثر على زملائه فكرة ضرب مصانع تصنيع جنرال موتورز باستراتيجية «واحدة في كل مرة»، والتي «تهدف إلى تحقيق أقصى قدر من الضغط على الشركة المستهدفة». كما طرح روثر مطالب المضربين: زيادة الأجور بنسبة 30٪ ووقف أسعار المنتجات. ومع ذلك، انتهى الإضراب باستياء والتر روثر واتحاد عمال السيارات المتحدين UAW، وتلقى العمال فقط زيادة بنسبة 17.5 في المائة في الأجور.

### إضراب جنرال موتورز عام 2007
كان إضراب شركة جنرال موتورز لعام 2007 إضرابًا من 24 إلى 26 أيلول 2007، من قبل اتحاد عمال السيارات المتحدون ضد شركة جنرال موتورز.
في 24 سبتمبر 2007، أضرب عمال شركة جنرال موتورز الذين يمثلهم نقابة عمال السيارات المتحدين ضد الشركة. كان من المتوقع أن تؤدي الإضراب الأول الذي تشهده الولايات المتحدة ضد شركة جنرال موتورز منذ عام 1970 إلى تعطيل 59 مصنع ومنشأة لفترة غير محددة من الزمن. تعطلت المحادثات بعد فشل أكثر من 20 يومًا متتاليًا من المساومة في إنتاج عقد جديد. ومن بين القضايا الرئيسية التي ثبت أنها عوائق أمام إبرام اتفاقية تضمنت الأجور والمزايا والأمن الوظيفي والاستثمارات في المنشآت الأمريكية.
في غضون ساعات، تم الشعور بتأثير التموج ripple effect في كندا مع إغلاق اثنين من مصانع تجميع السيارات في أوشاوا، أونتاريو، ومنشأة نقل في وندسور في 25 سبتمبر. ومع ذلك، في 26 سبتمبر، تم التوصل إلى اتفاق مبدئي، وتم الإعلان عن نهاية الإضراب بواسطة مسؤولي اتحاد عمال السيارات المتحدون UAW في مؤتمر صحفي في الساعة 4 صباحًا بحلول اليوم التالي، عاد جميع عمال GM في كلا البلدين إلى العمل.

### إضراب جنرال موتورز عام 2019
في صباح يوم 15 أيلول 2019، أعلن اتحاد عمال السيارات المتحدون في مؤتمر صحفي أن موظفي جنرال موتورز سيبدأون الإضراب في الساعة 11:59 مساءً بعد تعطل المحادثات لتجديد عقدهم، الذي انتهى في وقت سابق من ذلك اليوم في الساعة 12:01 صباحًا. وأغلق هذا الإضراب العمليات في تسع ولايات، بما في ذلك 33 مصنعًا و22 مستودعًا لتوزيع القطع. بعد 40 يومًا، انتهى «أطول إضراب لعمال السيارات في عقد من الزمن» (والأطول ضد جنرال موتورز منذ 1970) في 25 أكتوبر 2019، حيث صوت أعضاء اتحاد عمال السيارات المتحدين بالموافقة على صفقة جديدة مع جنرال موتورز. كلف الإضراب جنرال موتورز أكثر من ملياري دولار، في حين تم تخفيض رواتب أعضاء الاتحاد إلى راتب 275 دولارًا في الأسبوع كجزاء للإضراب.

## الخلافات
بين عامي 1938 و1950، احتكرت شركة جنرال موتورز (GM) بيع الحافلات والإمدادات لشركة National City Lines (NCL) والشركات التابعة لها. يُزعم أن هذا كان جزءًا من مؤامرة متعمدة لشراء وتفكيك أنظمة الترام في العديد من المدن في الولايات المتحدة كمحاولة لاحتكار النقل البري.

### رالف نادر وكورفير

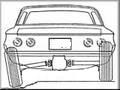
1961–63 نظام التعليق الخلفي ذو المحور المتأرجح في سيارة شيفروليه كورفير Corvair

كتاب غير آمن في أي سرعة من تأليف رالف نادر، نُشر عام 1965، هو كتاب رائد يتهم مصنعي السيارات بالتباطؤ في إدخال ميزات السلامة، ويحجمون عن إنفاق الأموال على تحسين السلامة. تمت تغطية الموضوع الذي ربما يكون الكتاب معروفًا به على نطاق واسع، المتعلق بسيارة جنزال موتورز شيفروليه كورفير بمحرك خلفي، في الفصل الأول. يتعلق الأمر بالنماذج الأولى لسيارة كورفير (1960-1964) التي كان لها تصميم تعليق المحور المتأرجح swing-axle suspension والذي كان عرضة للثني تحت ظروف معينة. كبديل عن نقص الكلفة المقتطعة المطلوبة لوجود قضيب موازن أمامي (قضيب مضاد للالتفاف)، فقد تطلبت سيارة Corvairs زيادة الضغوط في الإطارات التي كانت خارج المجالات الموصى والمنصوح بها من قبل الشركة المصنعة للإطارات. اعتمدت سيارة شيفروليه كورفير على فرق تفاضلي بين الضغط الأمامي والضغط الخلفي مرتفع بشكل غير عادي (15 رطلًا لكل بوصة مربعة للإطارات الامامية، و26 رطلًا لكل بوصة مربعة للإطارات الخلفية، عندما يكون بارد، و18 رطلًا لكل بوصة مربعة للإطارات الامامية و30 رطلًا لكل بوصة مربعة للإطارات الخلفية، عندما يكون حار)، وإذا قام أحدهم بنفخ الإطارات بضغوط متساوية، كما كانت الممارسة القياسية لجميع السيارات الأخرى في ذلك الوقت، كانت النتيجة خطيرة للغاية على الطريق.
في أوائل آذار 1966، زعمت العديد من المنافذ الإعلامية، بما في ذلك The New Republic وThe New York Times، أن جنرال موتورز حاولت تشويه سمعة رالف نادر، وتوظيف محققين خاصين للنقر على هواتفه والتحقيق في ماضيه، وتوظيف عاهرات لوقوعه في مواقف خطيرة. رفع نادر دعوى قضائية ضد الشركة بتهمة انتهاك الخصوصية وحسم القضية بمبلغ 425 ألف دولار. تم البت في دعوى نادر ضد شركة جنرال موتورز في نهاية المطاف من قبل محكمة الاستئناف في نيويورك، التي وسع رأيها في القضية قانون الضرر ليشمل «المراقبة المفرطة». استخدم نادر عائدات الدعوى لبدء مركز مؤيد للمستهلك لدراسة القانون المستجيب.
خلص تقرير لجنة السلامة لعام 1972 الذي أجرته جامعة Texas A&M إلى أن Corvair 1960-1963 لم يكن لديها احتمال أكبر لفقدان السيطرة من منافسيها المعاصرين في المواقف المتطرفة. أصدرت وزارة النقل الأمريكية (DOT) بيانًا صحفيًا في عام 1972 يصف نتائج اختبار NHTSA من العام السابق. أجرت NHTSA سلسلة من الاختبارات المقارنة في عام 1971 لدراسة التعامل مع Corvair 1963 وأربع سيارات معاصرة - Ford Falcon وPlymouth Valiant وVolkswagen Beetle وRenault Dauphine - جنبًا إلى جنب مع الجيل الثاني من Corvair (مع إعادة تصميمها بالكامل ومستقلة التعليق الخلفي). استعرض التقرير المكون من 143 صفحة اختبارات التعامل مع الظروف القاسية التي أجرتها NHTSA، وبيانات مشاركة الاصطدام الوطنية للسيارات في الاختبار بالإضافة إلى وثائق جنرال موتورز الداخلية المتعلقة بمعالجة Corvair. ذهب NHTSA للتعاقد مع لجنة استشارية مستقلة من المهندسين لمراجعة الاختبارات. خلصت لجنة المراجعة هذه إلى أن "Corvair 1960–63 تُقارن بشكل إيجابي مع المركبات المعاصرة المستخدمة في الاختبارات [...] أداء المناولة والاستقرار لـ Corvair 1960–63 لا يؤدي إلى احتمال غير طبيعي لفقدان السيطرة أو الانقلاب، وهي على الأقل جيدة مثل أداء بعض المركبات المعاصرة الأجنبية والمحلية.أكد جون ديلوريان، المدير التنفيذي السابق لجنرال موتورز، في كتابه في يوم صافٍ يمكنك رؤية جنرال موتورز، أن انتقادات نادر كانت صحيحة.
الصحفي ديفيد إي. ديفيس، في مقال نُشر عام 2009 في مجلة السيارات، أشار إلى أنه على الرغم من ادعاء نادر بأن التعليق الخلفي ذو المحور المتأرجح كان خطيرًا، فقد استخدمت بورش ومرسيدس بنز وفولكس فاجن مفاهيم المحور المتأرجح المماثلة خلال تلك الحقبة.

### دعوة قضائية بسبب مفتاح الإشعال
في مايو 2014، فرضت NHTSA غرامة قدرها 35 مليون دولار على شركة جنرال موتورز لخسارتها الدعوة القضائية المتعلقة بالسيارات ذات مفاتيح الإشعال الخاطئة لمدة عشر سنوات، على الرغم من معرفتها بوجود مشكلة في مفاتيح الإشعال. دفعت شركة جنرال موتورز تعويضات عن 124 حالة وفاة مرتبطة بالمفاتيح المعيبة. كانت الغرامة البالغة 35 مليون دولار هي الحد الأقصى الذي يمكن للجهة التنظيمية فرضه. تواجه شركة جنرال موتورز أيضًا 79 دعوى قضائية للعملاء تطلب ما يصل إلى 10 مليارات دولار للخسائر الاقتصادية المنسوبة إلى الإدعاء. بالإضافة إلى سيارة شيفروليه كوبالت، تم تثبيت مفاتيح الإشعال التي أثارت الاهتمام بسبب الأعطال فيها في العديد من السيارات الأخرى، مثل Pontiac G5 وSaturn Ion وChevrolet HHR وSaturn Sky وPontiac Solstice. في النهاية، شملت الدعوة القضائية حوالي 2.6 مليون سيارة من طراز GM في جميع أنحاء العالم.

## الهوامش
- 1: القالب dies: هو أداة متخصصة تستخدم في الصناعات التحويلية لقطع أو تشكيل المواد في الغالب باستخدام مكبس. يتم تخصيص القوالب بشكل عام للعنصر الذي يتم استخدامه في إنشائه. تتراوح المنتجات المصنوعة من القوالب من مشابك الورق البسيطة إلى القطع المعقدة المستخدمة في التكنولوجيا المتقدمة.